# Krönung der römisch-deutschen Könige und Kaiser

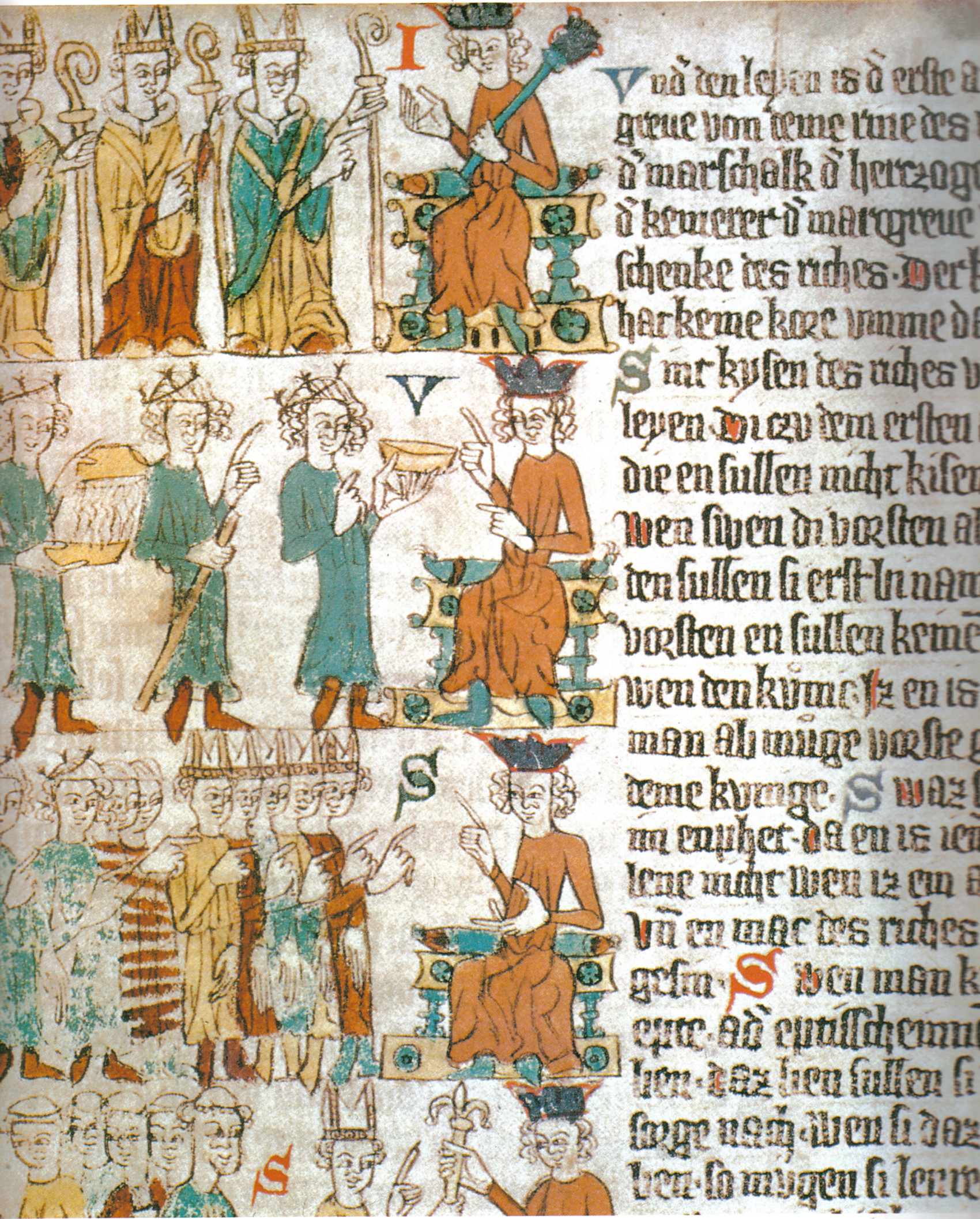
Die Wahl eines Königs. Oben: drei geistliche Fürsten bei der Wahl, sie zeigen auf den König. Mitte: Der Pfalzgraf bei Rhein überreicht als Truchsess eine goldene Schüssel, dahinter der Herzog von Sachsen mit dem Marschallstab und der Markgraf von Brandenburg, der als Kämmerer eine Schüssel mit warmem Wasser bringt. Unten: der neue König vor den Großen des Reiches (Heidelberger Sachsenspiegel)

Die Krönung der römisch-deutschen Könige und Kaiser war eine Abfolge mehrerer weltlicher und sakraler Hoheitsakte, Zeremonien und Weihen zur Amtseinsetzung eines neuen Herrschers im Heiligen Römischen Reich.
Das Ritual, das sich über einen langen Zeitraum herausbildete, war geprägt durch den Charakter des Reiches als Wahlmonarchie. Es verband Traditionen des antiken römischen und des späteren karolingisch-fränkischen Kaisertums mit denen der Königserhebung germanischer Völker und der kirchlichen Bischofsweihe. Seit dem Spätmittelalter folgte es den Regelungen der Goldenen Bulle, dem 1356 unter Karl IV. entstandenen Reichsgrundgesetz, und blieb bis zur Krönung Franz II. im Jahre 1792 fast unverändert.

## Königserhebung im Mittelalter

### Ursprünge des Zeremoniells
Das Krönungsritual entwickelte sich im Laufe mehrerer Jahrhunderte aus der germanisch-fränkischen Tradition der Erhebung eines Königs auf den Schild, als Zeichen, dass dieser der vom Volk erwählte Führer sei. Zwar wird bei Isidor von Sevilla die Verwendung von goldenen Kronen bei westgotischen und lombardischen Königen des 7. Jahrhunderts erwähnt, doch ist fraglich, ob diese Kronen als symbolische Zeichen beim Herrschaftsantritt eine Rolle spielten.
Von einer Krönung im eigentlichen Wortsinne ist – den Quellen zufolge – auch bei Pippin dem Jüngeren noch nichts zu erkennen, der mit Zustimmung des Papstes 751 zum König erhoben wurde. Einhard berichtet:

„Er wurde von der Hand des Erzbischofs und Märtyrers Bonifatius, heiligen Andenkens, durch die Heilige Ölung zu dieser Hohen Würde gesalbt und nach Frankenbrauch zu Soissons auf den Königsthron erhoben.“

Die Salbung, die hier erstmals im Frankenreich belegt ist, fügte der Königserhebung, deren zentraler Akt sie bleiben sollte, eine sakrale Komponente hinzu. Mit ihr sollte das Königsheil, das schon seit vorchristlicher Zeit die Herrschaft der Merowinger legitimierte, auf die neue Dynastie der Karolinger übertragen werden. Von einer Krönung dagegen ist weder bei Einhard noch in anderen zeitgenössischen Quellen die Rede. Möglicherweise wurde sie aber als zusätzlicher Akt durchgeführt. Zu erkennen ist die zentrale Stellung der Schilderhebung auch noch bei Pippins Söhnen Karl dem Großen und Karlmann I., die 754 in Noyon und in Soissons inthronisiert wurden.
Aber bereits 781 empfing Karl der Große gemeinsam mit seinen Söhnen Ludwig dem Frommen und Pippin dem Buckligen von Papst Hadrian II. das königliche Diadem. Bestimmendes Element wurde der Krönungsakt im Jahre 800 bei der Kaiserkrönung Karls durch Leo III. Bei Einhard heißt es:

„Als der König gerade am hl. Weihnachtstag sich vom Gebet vor dem Grab des sel. Apostels Petrus zur Messe erhob, setzte ihm Papst Leo eine Krone aufs Haupt […] und nach den lobenden Zurufen wurde er […] fortan, unter Weglassung des Titels Patricius, Kaiser und Augustus genannt.“

Dreizehn Jahre später krönte sich Karls Sohn Ludwig in Aachen selbst zum König und Nachfolger seines Vaters. Diese Selbstkrönung geschah auf ausdrückliche Anweisung Karls des Großen. Die Kirche und der Thron, auf dem Karl an der Zeremonie teilnahm, waren in der Zukunft von herausragender Bedeutung für die Krönung der römisch-deutschen Könige im Mittelalter.
Mit der Kaiserkrönung Ludwigs des Frommen im Jahre 816 durch Papst Stephan IV. in Reims stellte sich die feierliche Handlung der Krönung als kirchlich-liturgischer Akt dar, der Salbung und die eigentliche Krönung miteinander verband. Die Ordines der Kaiserkrönungen geben zumindest indirekt Zeugnis vom Ablauf der Einsetzungsakte.
Ob ebenfalls – wie seit dem Hochmittelalter üblich – auch die Gattinnen gekrönt bzw. gesalbt wurden, ist aus den meist sehr knappen Schilderungen der Krönungen bzw. Erhebungen nur sehr selten erkennbar. So ist bekannt, dass Lothar II. im Jahre 862 seine zweite Gattin Waldrada erheben und zur Königin krönen ließ. Der älteste Text zur Krönung einer Königin stammt aus dem Jahre 866 und ist die Krönungsformel der westfränkischen Königin Irmintrud, der Gattin Karls des Kahlen.

### Weiterentwicklung im frühen römisch-deutschen Reich

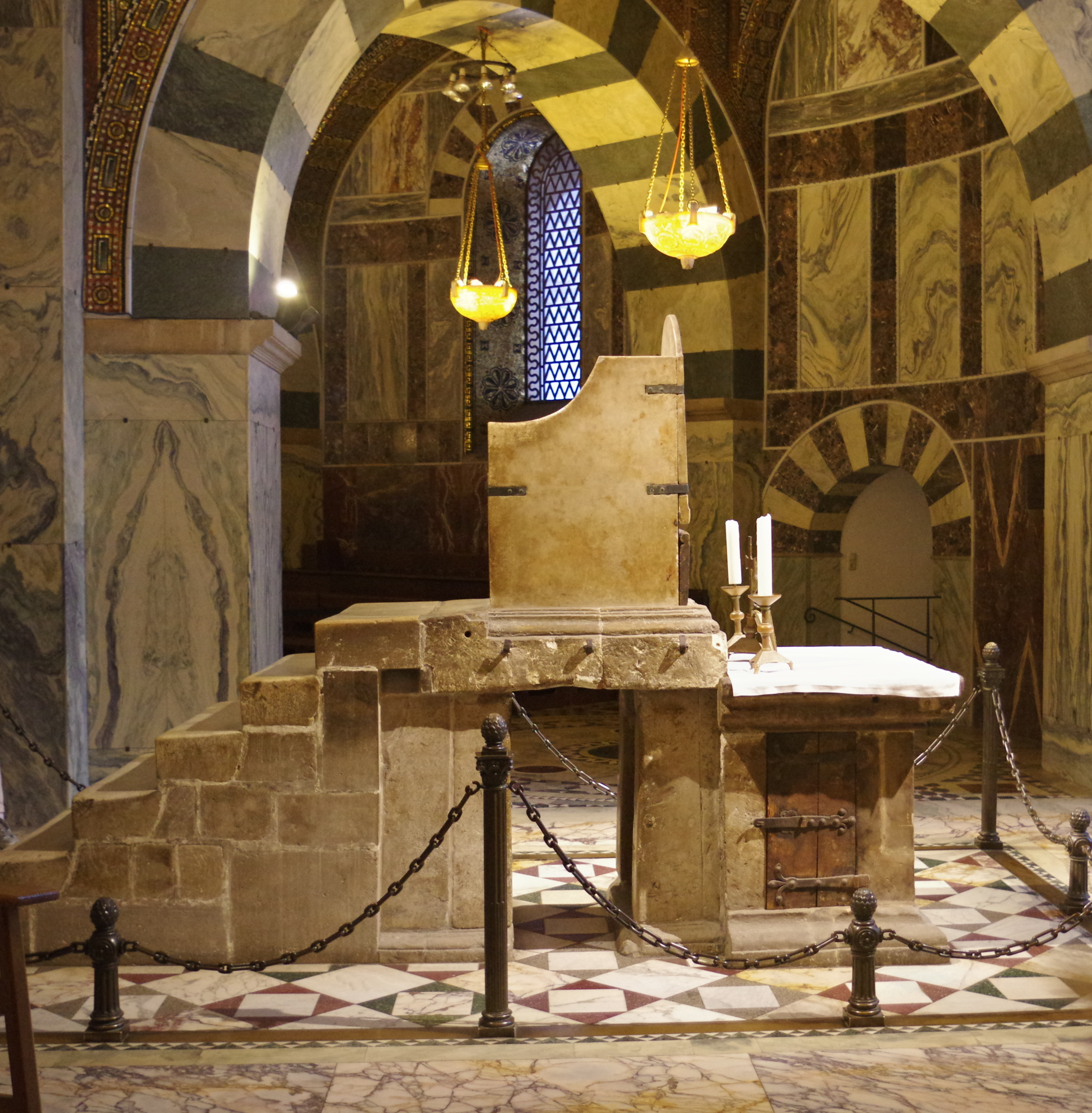
Königsthron im Aachener Dom

Welche Bedeutung die Krönungsstadt Aachen für die Königserhebung in den nächsten Jahrhunderten hatte, zeigt sich schon nach dem Tod des ostfränkischen Königs Heinrich I. Obwohl er der erste Herrscher aus Sachsen war, wurde der Wahltag im Jahre 936 in die Stadt Karls des Großen einberufen. Auf ihm wurde Otto I., der Sohn Heinrichs, zum neuen König des Reiches gewählt und anschließend gekrönt. Bis auf vier Krönungen in Mainz, Köln und Bonn fanden bis 1531 alle Inthronisierungen der römisch-deutschen Könige in Aachen statt.
Mit Ottos Thronbesteigung begann auch die allmähliche Herausbildung symbolischer Akte, die bis zur Krönung des letzten Kaisers im Jahre 1792 galten. Der rein weltliche Akt der Königserhebung aus der fränkisch-germanischen Tradition verschmolz immer mehr mit der Salbung und der Liturgie der Messe zu einer Machtdarstellung, die den sakralen Charakter des königlichen Amtes sichtbar machen sollte. Zudem ging es darum, die göttliche Bestimmung des Herrschertums gegenüber den Untertanen, also das Gottesgnadentum des Königs, zu betonen. Die Krone, in die vielfach eine Reliquie eingelegt war, wurde das Zeichen für diese göttliche Bestimmung und für die Stellvertreterschaft Christi auf Erden. Mit der Krönung wurde der König zu einem neuen Menschen.
Eine erste Beschreibung, wie der Hergang einer Krönung im Mittelalter ausgesehen haben mag, bietet der Bericht des Geschichtsschreibers Widukind von Corvey, der angibt, die Krönung Ottos I. in Aachen zu beschreiben. Da Widukind kein Augenzeuge der Krönung Ottos I. war, bezweifelt man in der Forschung, dass er in seinem Werk, der Sachsengeschichte, wirklich die Krönung Ottos I. beschrieben hat. Man geht davon aus, dass Widukind entweder eine allgemeine Stilisierung der Krönungszeremonie vorgenommen hat oder vielmehr die Krönung Ottos II. (961–983), bei der er selber anwesend war, beschrieb und auf die Krönung von dessen Vater rückprojizierte. Er berichtete über den Ablauf in seiner Geschichte der Sachsen:

„In Aachen versammelten sich die Herzöge, die vornehmsten Grafen und andere angesehene Große des Reiches und erhoben den neuen König nach einem Treueid auf den Thron Karls des Großen. Am Krönungstag zog der König mit Angehörigen des Klerus und den Großen des Reiches zur Kirche, in der er vom Erzbischof von Mainz erwartet wurde. Der Bischof ergriff die Rechte des Herrschers und geleitete ihn zur Mitte der Kirche.“

Nach einer weiteren symbolischen Huldigung durch die Anwesenden empfing Otto die Insignien des Reiches: das Schwert, einen Mantel, das Zepter und eine Spange. Anschließend erfolgten Salbung und Krönung durch die beiden Erzbischöfe Hildebert und Wigfried. Widukind berichtet weiter:

„Nachdem so die Weihe in allem ordnungsgemäß vollendet war, wurde der König von den beiden Erzbischöfen zu dem Thron geleitet, auf den eine Wendeltreppe führte und der zwischen zwei Marmorsäulen von wundervoller Schönheit steht. Von da aus konnte er alle sehen und von allen gesehen werden.“

Nach den Chorgesängen und dem Hochamt nahm man ein gemeinsames Krönungsmahl in der Pfalz ein. Widukind erwähnt, dass die Herzöge dabei ihr jeweiliges Hofamt ausübten, was damals keine rein symbolischen Akte waren, wie später üblich. Aus diesen Ehrendiensten der Herzöge entwickelten sich in den späteren Jahrhunderten die Erzämter, die seit dem Interregnum von den vier weltlichen Kurfürsten bekleidet wurden. Tatsächlich ausgeübt wurden die Ämter von Erztruchsess, Erzmarschall, Erzkämmerer und Erzmundschenk in Stellvertretung durch die Inhaber der Erbämter.
Der Aachener Chronist Peter von Beeck berichtet in seiner 1620 erschienenen ersten gedruckten Aachener Chronik Aquisgranum die Krönungsfeierlichkeiten (in lateinischer Sprache) folgendermaßen:

„Danach besteigt der König den Stuhl Karls des Großen im Hochmünster [der Marienkirche, des heutigen Aachener Doms unter Gebet und nimmt dann die Glückwünsche entgegen. Das Te Deum wird angestimmt, und der Konsekrator kehrt mit seiner Begleitung zum Altare zurück, um die heilige Messe zu vollenden, während die übrigen Kurfürsten bei dem König verbleiben. Unterdessen wird der König in das Aachener Kapitel aufgenommen und leistet den Eid der Treue und des Gehorsams vor dem Blute des heiligen Erzmärtyrers Stephanus über dem alten Evangelienbuch. Dann nimmt er mit dem karolingischen Schwert den Ritterschlag vor und steigt ins Münster hinab, wo das feierliche Amt fortgesetzt wird.“

### Hoch- und Spätmittelalter

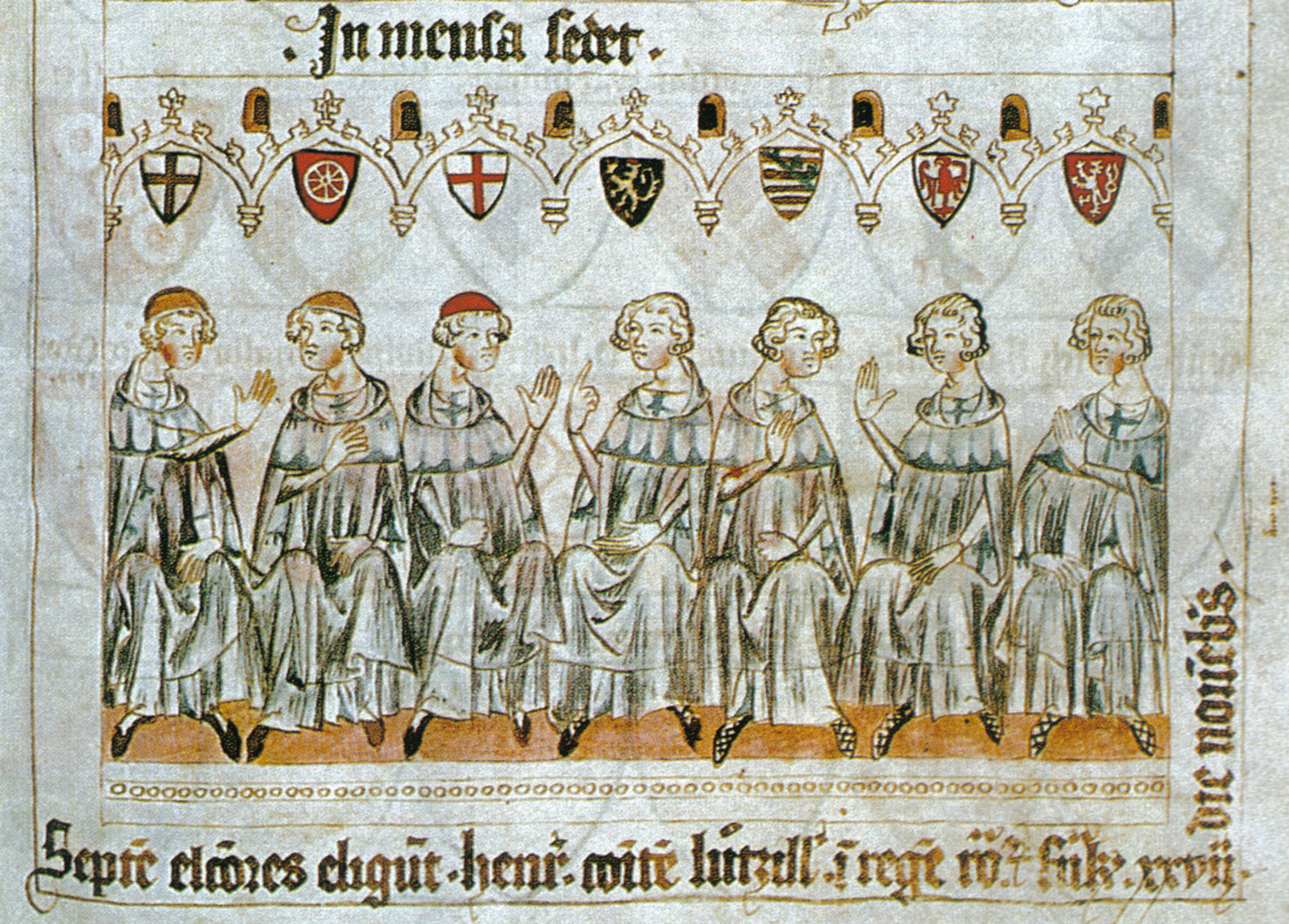
Die Sieben Kurfürsten wählen Heinrich VII. zum König. Miniatur aus der Bilderchronik Heinrichs VII. (Codex Balduineus).

Der Akt der eigentlichen Krönung scheint sich aber auch im beginnenden Hochmittelalter noch nicht endgültig als fester Bestandteil der Zeremonie etabliert zu haben. So berichtet zum Beispiel Wipo, dass zwar bereits einen Tag nach seiner Wahl Konrad II. in großer Hast vom Mainzer Erzbischof geweiht wurde. Von einer Krönung ist allerdings nicht die Rede, geschweige denn von der heute als Reichskrone bekannten Krone. Wann und aus welchem Anlass diese Krone den Konrad üblicherweise zugeschriebenen Bügel erhielt, ist nicht bekannt.
Aus den Quellen zu den verschiedenen Krönungen des 10. bis 14. Jahrhunderts wird ersichtlich, dass die Wahl des Königs wohl selten am Krönungsort stattfand, sondern an einem neutralen Ort, an dem sich die Großen des Reiches versammeln konnten und trotzdem genügend Abstand zwischen den Lagern der häufig verfeindeten Adligen gewahrt werden konnte. Wohl deshalb, aber auch damit die bei den Verhandlungen für die Wahl unterlegene Partei ohne Gesichtsverlust abziehen konnte, fand die Wahlversammlung häufig unter freiem Himmel statt. Die Wahl Konrads II. wurde so in der Rheinebene bei Kamba, einem mittlerweile untergegangenen Ort gegenüber Oppenheim auf der weiten Rheinebene zwischen Worms und Mainz, durchgeführt, für die Wahl Lothars von Supplinburg versammelte man sich am Rhein bei Mainz und die Wahl Karls IV. wurde 1346 am Königsstuhl von Rhens durchgeführt.
Eine zeitgenössische Quelle berichtet über die Zeltlager der angereisten Fürsten anlässlich der Wahl Lothars, die aus diesem Anlass auf beiden Seiten des Rheins errichtet wurden, aber auch über die Turbulenzen und über das diplomatische Geschick, das der Leiter der Versammlung aufbringen musste, um seinen Kandidaten durchzusetzen.
Diese Wahl war aber keine Abstimmung im heutigen Sinne durch einen abgegrenzten Personenkreis, sondern eine vorweggenommene Huldigung im Konsens. Je mehr Große des Reiches an der Wahl teilnahmen, umso größer war im Allgemeinen die Legitimation des Gewählten. In der Wahl sollte die „Stimme Gottes“ sichtbar werden. Da Gott aber nur eine Stimme hat, musste die Wahl einmütig sein. Deshalb reisten Wähler, die mit einem Kandidaten nicht einverstanden waren, gar nicht erst an oder zogen sich vor dem eigentlichen Wahlakt zurück. Diese Fürsten huldigten entweder später, was meist durch Zugeständnisse und Privilegien erkauft werden musste, oder wählten ihren eigenen Kandidaten in Einmütigkeit. Kam es deshalb zu einer Wahl mehrerer Könige, so musste die darauffolgenden Geschehnisse in Form von kriegerischen Auseinandersetzungen oder der reumütigen Unterwerfung eines der Gewählten entscheiden, bei welcher Wahl die Stimme Gottes überhört wurde.
Seit 1147 fanden die meisten Königswahlen in Frankfurt am Main statt. Im Laufe des 13. Jahrhunderts entwickelte sich die Wahl in Frankfurt zum Gewohnheitsrecht, das zum Beispiel im Schwabenspiegel um 1275 beschrieben wird: Alse man den kiunig kiesen wil, daz sol man tuon ze Frankenfurt.
Die Coronatio Aquisgranensis, ein Krönungsordo aus dem 14. Jahrhundert, welcher der Krönung Heinrichs VII. in Aachen zugerechnet wird, zeigt den Ablauf der Krönung zu dieser Zeit. Im Unterschied zur Krönung Ottos I. wurde hier der Erzbischof von Köln als der einzig legitime Koronator angesehen. Er wurde von den Erzbischöfen von Trier und Mainz begleitet. Ansonsten hat sich der Ablauf, soweit erkennbar, aber nicht geändert. Auch hier wurde der König einer symbolischen Glaubensprüfung unterzogen, gesalbt, leistete einen Treueschwur gegenüber der Kirche und empfing ebenso die Insignien und die Krone. Anschließend wurde die Königin Margarete, deren Krönung hier ausdrücklich erwähnt wird, in ähnlicher Weise gekrönt.

### Orte der Königskrönungen in Deutschland
Aachen war bis zum Jahre 1531 die Stadt, in der die meisten Krönungen der römisch-deutschen Könige stattfanden; insgesamt waren es 31 an der Zahl. So wurde Otto I., mit dem die historische Forschung das Heilige Römische Reich beginnen lässt, aber auch seine Nachfolger Otto II. und Otto III. in Aachen zum König gekrönt bzw. geweiht. Heinrich II. und Konrad II. wurden in Mainz, Heinrich III. und Heinrich IV. wieder in Aachen zu Königen erhoben. Von den Gegenkönigen wurde Rudolf von Schwaben in Mainz und Hermann von Salm in Goslar geweiht.
Die beiden Söhne Heinrichs IV., Konrad und Heinrich V., wurden in Aachen zum König geweiht. Ebenfalls in Aachen wurden Lothar III., Konrad III. und Friedrich I. Barbarossa gekrönt. Bereits zu Lebzeiten seines Vaters wurde Heinrich VI. in Aachen gekrönt.
Nach der umstrittenen Doppelwahl von 1198 empfingen Otto IV. in Aachen und sein Widersacher Philipp von Schwaben in Mainz die königlichen Weihen. Nachdem er sich militärisch gegen Otto hatte durchsetzen können, ließ sich Philipp 1205, nun auch in Aachen und vom rechten Koronator, zum zweiten Mal krönen.
Ebenfalls in Mainz fand die Krönung Friedrichs II. statt, sein Sohn Heinrich hingegen wurde als Mitkönig wieder in Aachen gekrönt. Während Heinrich Raspe nie gekrönt wurde, fand die Krönung Wilhelms von Holland ebenfalls in Aachen statt. Von den Königen des Interregnums war Alfons der Weise nie im Reich, sein Rivale Richard von Cornwall ließ sich bald nach seiner Wahl auch in Aachen krönen.
Goslar, Krönungsort Hermanns von Salm, kann man nur als Ausnahme ansehen. Davon und von Mainz als gelegentlichem Ort der Krönung abgesehen, wird deutlich, dass Aachen seit den Zeiten Karls des Großen der offizielle und wichtigste Krönungsort war und dies auch bis zum Ende des Mittelalters bleiben sollte. Hier wurden Rudolf von Habsburg, Adolf von Nassau, Albrecht I., Heinrich VII., Ludwig der Bayer, Wenzel, Sigismund, Friedrich III., Maximilian I. und Karl V. zu Königen geweiht.
An anderen Orten empfingen nur drei Könige die Königsweihen: Friedrich der Schöne und Karl IV. in Bonn sowie Ruprecht in Köln, und zwar nur aus dem Grund, weil sie Aachen nicht in ihrer Gewalt hatten. Wie wichtig die Krönung am richtigen Ort für die Legitimation der eigenen Herrschaft war, zeigt die Tatsache, dass sich Karl IV. und Ruprecht später nochmals in Aachen krönen ließen.

### Kaiserkrönungen in Rom

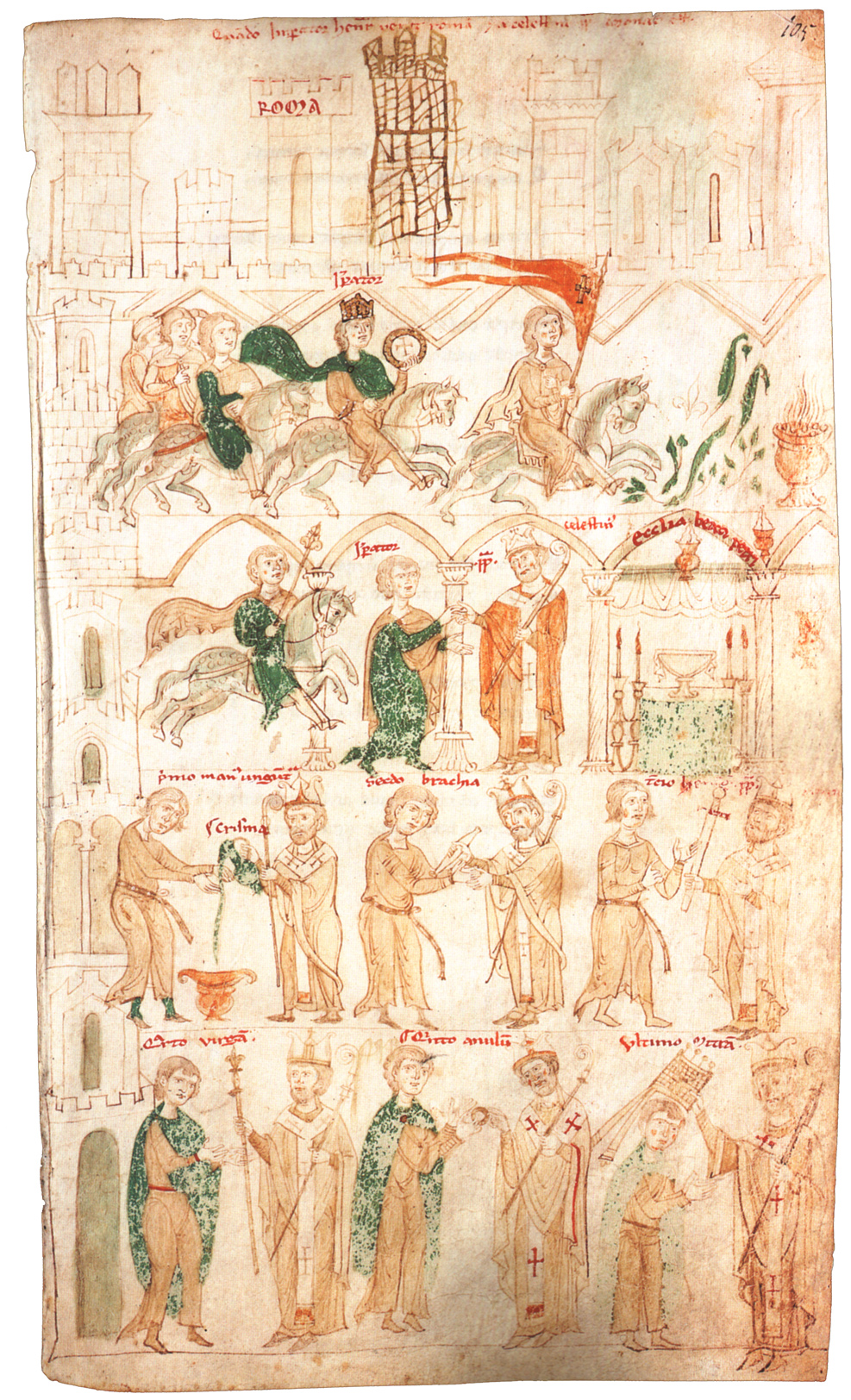
Die Kaiserkrönung Heinrichs VI. in einer Abbildung aus dem Liber ad honorem Augusti des Petrus de Ebulo, 1196

Bis zum Anfang der frühen Neuzeit muss man zwischen der Krönung zum römisch-deutschen König, der Krönung zum König eines anderen Reichsteils, wie Reichsitalien und Burgund, und der Krönung zum Kaiser unterscheiden. Zwar war der jeweilige Ablauf wohl sehr ähnlich, hinsichtlich des theologischen und weltlichen Symbolgehalts war die Krönung zum Kaiser aber am wichtigsten. Zwar wurde etwa seit dem Hochmittelalter mit der Wahl zum römisch-deutschen König, was durch den seit der Zeit der Ottonen üblichen Namen Rex Romanorum deutlich wird, auch der Anspruch auf die Erhebung zum Kaiser verbunden, jedoch konnte dieser Anspruch nicht immer durchgesetzt werden. Auf der anderen Seite legitimierte dieser Königstitel nur die Herrschaft in einem Reichsteil. Nur mit dem Kaisertitel war der Machtanspruch für das ganze Reich, einschließlich der Wahrnehmung von Rechten in Burgund und in Reichsitalien, ja sogar ein universaler Machtanspruch verbunden. Besonders im Spätmittelalter waren die römisch-deutschen Könige geradezu dazu gezwungen, sich mit Hilfe der Kaiserkrone eine zusätzliche Legitimation in den außerdeutschen Reichsteilen zu verschaffen.
Außerdem wachten die jeweiligen Päpste spätestens seit dem 11. Jahrhundert darüber, dass sie eine überragende Stellung bei der Krönung einnahmen und ihre Macht gegenüber dem Kaiser demonstrierten. Die Kaiserkrönungen fanden, bis auf drei Ausnahmen, stets in Rom statt und wurden vom Papst oder, wenngleich nur im Fall Heinrichs VII., durch vom Papst damit beauftragte Kardinäle durchgeführt. Die Krönungskirche war der Vorgängerbau der heutigen Peterskirche, wobei jedoch teils auf andere Plätze ausgewichen wurde, wie auf den Lateran mit der Lateranbasilika, so im Fall Lothars III. und Heinrichs VII.
Vor der eigentlichen Krönung fanden meist Monate und mitunter sogar Jahre dauernde Verhandlungen zwischen dem römisch-deutschen König und dem Papst über die genauen Bedingungen der Krönung statt. Als Beispiel können etwa die Verhandlungen Friedrichs I., seines Enkels Friedrichs II., Heinrichs VII. sowie dessen Enkels Karls IV. angeführt werden. Wenn der genaue Termin der Krönung feststand, zog der König, von Fürsten und Klerikern begleitet, über die Alpen nach Rom. Diese Romzüge waren oft auch Kriegszüge, um abtrünnige Gebiete in Reichsitalien wieder unter die Herrschaft des Reiches zu bringen. So brachte beispielsweise Konrad II. während seines Romzuges einige oberitalienische Städte wieder unter seine Kontrolle, die versucht hatten, sich aus dem Reich zu lösen. Ähnlich verhielt es sich im Fall Friedrichs I. sowie Heinrichs VII.
Vor Rom angekommen, lagerte der künftige Kaiser mit seinem Tross vor den Toren der Stadt und zog erst am Tag der Krönung in der Stadt ein, wobei es teils zu Kämpfen mit der stadtrömischen Bevölkerung kam: Friedrich I. musste seine Panzerreiter einsetzen, während Heinrich VII. in die schwersten Kämpfe verwickelt war, die das mittelalterliche Rom je innerhalb seiner Mauern erlebte, als kaiserfeindliche Truppen den Zugang zu St. Peter versperrten. Die Quellen des Mittelalters geben die mehrtägige Zeremonie meist sehr kurz wieder. So ist bei Wipo über die Krönung Konrads II. im Jahre 1027 nur zu lesen:
Am heiligen Ostersonntag […] wurde er von den Römern zum Kaiser gewählt und empfing vom Papst die kaiserliche Weihe. […] Auch die Königin Gisela empfing ebendort die Weihe und den Namen einer Kaiserin.
Erst Enea Silvio Piccolomini, Humanist und Historiker, später Papst Pius II., schilderte in seiner Historia Friderici III. sive Historia Austriaca die Kaiserkrönung Friedrichs III. im Jahre 1452 ausführlich.

### Regelungen der Goldenen Bulle

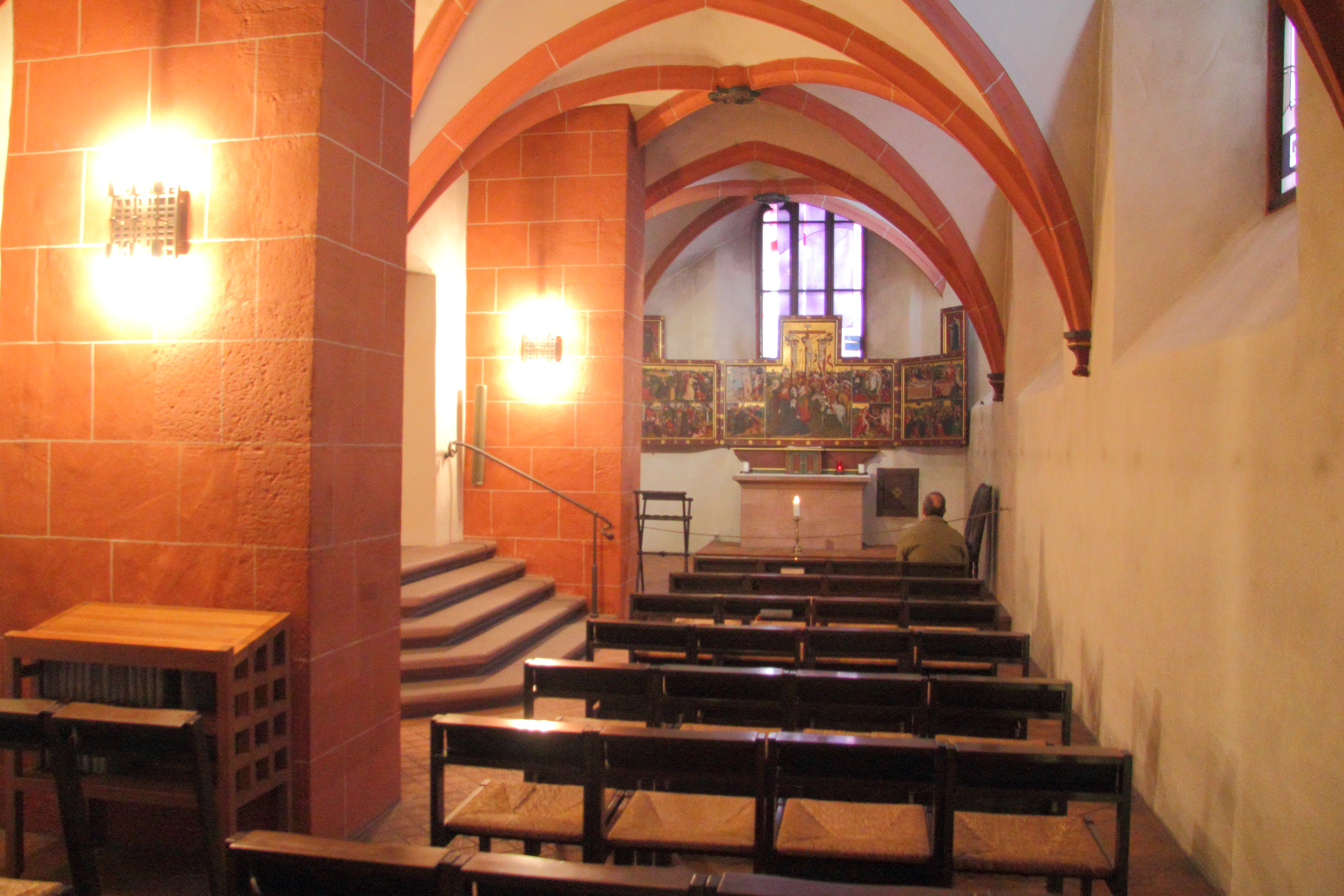
Wahlkapelle der römisch-deutschen Könige und Kaiser im Frankfurter Dom

Mit der Goldenen Bulle Karls IV. aus dem Jahre 1356 wurde die Königswahlordnung des Reiches endgültig festgelegt. Sie bildete bis 1806 ein Kernstück der Reichsverfassung und stellte im Gegensatz zum bisherigen Verfahren den Königstitel in den Mittelpunkt. Dies wurde notwendig, da seit dem Investiturstreit, also dem Konflikt mit dem Papst, die geistliche Stellung des Herrschers in Frage gestellt war. Dies zwang zu einer Begründung der Herrschaft aus eigenem Recht.
Allein durch die Wahl erhielt nunmehr der Gewählte alle Rechte eines Königs und des zukünftigen Kaisers. Zwar wurde an der Krönung zum Kaiser durch den Papst in Rom festgehalten, einer formellen Bestätigung des neuen Königs durch den Papst bedurfte es aber nicht mehr. Die Krönung zum Kaiser durch den Papst wurde von den Nachfolgern Karls IV. angestrebt, aber nur noch von Sigismund im Jahre 1433 und von Friedrich III. 1452 in Rom sowie von Karl V. 1530 in Bologna erreicht.
Außerdem wurde das Mehrheitswahlrecht festgeschrieben, sodass keine Mehrfachwahlen mehr auftraten, da nun die unterlegene Partei das Wahlergebnis akzeptieren musste. Dass ein von der Mehrheit gewählter König keiner Bestätigung des Papstes bedürfe, war durch den Kurverein von Rhense festgelegt und am 4. August 1338 auf einem Reichstag zu Frankfurt von König Ludwig dem Bayern verkündet worden. Er ergänzte, dass der Gewählte auch den Anspruch auf die Kaiserwürde habe.

### Wahlberechtigte Kurfürsten
Darüber hinaus schrieb die Goldene Bulle eine Regelung fest, die sich seit Beginn des 13. Jahrhunderts herausgebildet hatte: die Einschränkung des Wahlrechtes auf sieben Kurfürsten. Dies waren die Erzbischöfe von Köln, Mainz und Trier, der Pfalzgraf bei Rhein, der Herzog von Sachsen, der Markgraf von Brandenburg und der König von Böhmen. Bis ins 12. Jahrhundert waren alle Großen des Reiches wahlberechtigt gewesen, wenn auch nicht immer klar war, welche Fürsten zu diesem Kreis gehörten. So gab es beispielsweise Auseinandersetzungen darüber, ob Fürsten aus Reichsitalien an der Wahl teilnehmen durften oder ob der König von Böhmen als Nichtdeutscher zu den Wahlberechtigten zählte.
Während des Dreißigjährigen Krieges wurde das Wahlkollegium um die bayrische Kur erweitert. Nachdem 1692 eine neunte Kurwürde für den Kurfürstentum Braunschweig-Lüneburg geschaffen worden war, hatten die aus dem Haus Hannover stammenden Könige von Großbritannien Sitz und Stimme in dem Wahlgremium. Die Veränderungen des Kollegiums durch den Reichsdeputationshauptschluss von 1803 hatten keine praktischen Auswirkungen mehr, da bis zum Ende des alten Reichs im Jahr 1806 keine Kaiserwahl mehr stattfand.  
Die Krönung zum römisch-deutschen König fand eine bis drei Wochen nach der Wahl statt und bestätigte den Wahlakt nur noch formal, was auch darin erkennbar wurde, dass seit der Goldenen Bulle die Herrscher ihre Regierungszeit ab dem Zeitpunkt der Wahl angaben. Die rechtliche Bedeutung der Krönung schwand, sie wurde aber trotzdem mit dem gleichen Pomp gefeiert wie zuvor.

### Kosten einer mittelalterlichen Königskrönung
Die Kosten für die Krönung müssen für den zukünftigen König, aber auch für den Krönungsort immens gewesen sein. Zwar sind keine genauen Kostenaufstellungen erhalten, jedoch kann man die Dimensionen anhand anderer Dokumente erahnen. So verpfändete Rudolf I. dem Jülicher Grafen Wilhelm IV. in einer Urkunde aus dem Jahre 1278 Boppard mit den Zollrechten und Oberwesel mit allen anhängenden Rechten. Aber selbst dies reichte für die von Wilhelm für die Krönung bezahlte Summe von 4.000 Kölner Mark und 3.000 Mark Sterling nicht aus, so dass Rudolf noch seine Krone für 1.050 Mark verpfänden musste. Um welche Werte es sich dabei handelte, mag folgender Vergleich zeigen: 1174 betrug der Wert des Hofes Bochholz bei Bergheim 15 Kölner Mark.

## Frühneuzeitliche Krönungen in Frankfurt am Main

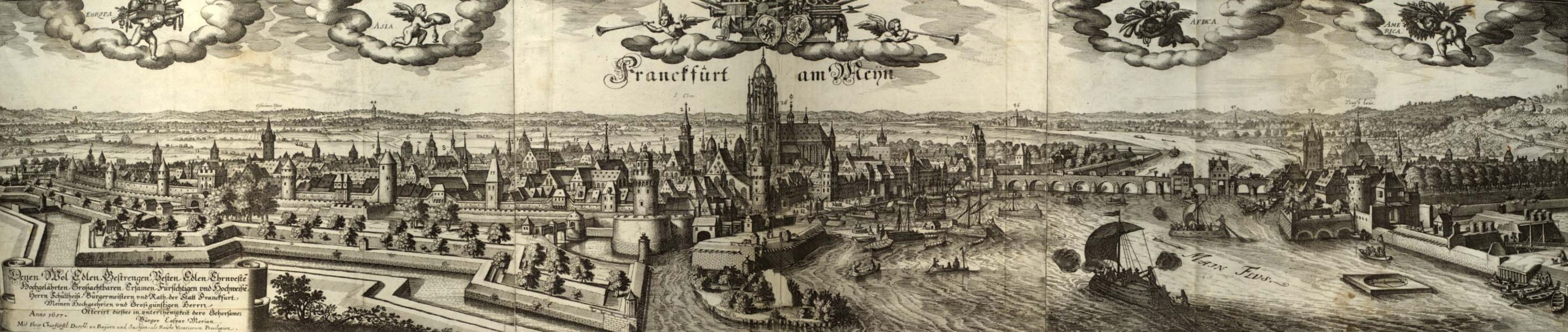
Frankfurt am Main im 17. Jahrhundert, Wahl- und Krönungsort seit 1562

Seit dem 15. Jahrhundert klafften der Anspruch des Heiligen Römischen Reichs, eine Universalmonarchie zu sein, und die Wirklichkeit, in der es sich wesentlich auf den deutschen Sprachraum beschränkte, erkennbar auseinander. Der Bezug auf das supranationale Reich Karls des Großen und die Legitimation des Kaisertums durch den Papst verloren zunehmend an Bedeutung. Dies schlug sich zum einen in dem damals aufgekommenen Namenszusatz „Deutscher Nation“ für das Heilige Römisch Reich nieder. Zum anderen beeinflusste es seit Beginn der frühen Neuzeit aber auch die Krönungszeremonie: Sie verlagerte sich von Karls ehemaliger Residenz Aachen nach Frankfurt am Main, und dem Papst kam dabei keine entscheidende Rolle mehr zu.

### Veränderungen im 15. und 16. Jahrhundert
Im Jahr 1452 wurde der Habsburger Friedrich III. als letzter Kaiser in Rom gekrönt. Nach seiner langen Regierungszeit,  verkündete sein Sohn und Nachfolger Maximilian I. am 4. Februar 1508 im Dom zu Trient, dass er künftig den Kaisertitel auch ohne Romfahrt und päpstliche Krönung führen werde. Die Erklärung war notwendig geworden, da die Republik Venedig Maximilian den Durchzug nach Rom verwehrt hatte. Bezugnehmend auf die Goldene Bulle nannte er sich von da an „Erwählter Römischer Kaiser“. Diesen Titel bestätigte der damalige Papst Julius II., da er ihn für inhaltsleer hielt. Gleichzeitig reklamierte er aber weiterhin den kaiserlichen Schutz für die römische Kirche.
Auch Maximilians erster Nachfolger, Karl V., nahm diesen Titel bei seiner Königskrönung 1520 an und ließ sich am 24. Februar 1530 nochmals durch den Papst zum Kaiser krönen, allerdings in Bologna, nicht in Rom. Karl, dem auch die Herrschaft über Spanien und das burgundische Erbe seiner Großeltern zugefallen war, hatte diese Krönung durchgesetzt, um seinen Anspruch auf eine Universalmonarchie zu betonen. Sie war wegen der Langlebigkeit Friedrichs III. und der Verhinderung Maximilians I. die erste seit beinahe achtzig Jahren, blieb aber auch die letzte, die der Papst selbst vornahm. Karls Bruder und Nachfolger Ferdinand I. unternahm wegen der Kaiserkrönung keine Romreise mehr. Den Titel „Erwählter Römischer Kaisers“ hatten die Kurfürsten ihm während des Frankfurter Kurfürstentages bestätigt. Der Papst schloss sich dem an, doch für die Herrscher galt seine Mitwirkung als nicht mehr erforderlich, um den Kaisertitel führen zu können.
Daher wurde allmählich zwischen dem „Erwählten“ und dem „gekrönten“ Kaiser nicht mehr unterschieden, so dass mehrere Thronanwärter zu Lebzeiten ihrer Vorgänger zu „Römischen Königen“ gewählt und gekrönt wurden, was im Mittelalter nur nach erfolgter Kaiserkrönung des Vorgängers als zulässig gegolten hatte. Der Titel des „Römischen Königs“ wurde damit zu einem Titel des bereits gewählten Nachfolgers, der dann nach dem Tod seines Vorgängers selbst „Erwählter Römischer Kaiser“ wurde. Andere, die erst nach dem Tod ihres Vorgängers zum König gewählt wurden, übernahmen zugleich den Königs- und den Kaisertitel, so dass die Unterscheidung ohne Belang blieb.
Seit der Krönung Maximilians II. im Jahre 1562 fanden nach den Wahlen auch die Krönungen in Frankfurt am Main, Regensburg und einmal auch in Augsburg statt. Dies geschah zunächst rein zufällig. Kurz vor der Wahl am  24. November war der Kölner Erzbischof verstorben, so dass der traditionelle Koronator nicht zur Verfügung stand. Zudem wäre in der damalige Zeit die Weiterreise nach Aachen mitten im Herbst sehr beschwerlich gewesen. Daher beschloss das Kurfürstenkollegium, die Krönung diesmal in Frankfurt durch den für die Stadt zuständigen Erzbischof von Mainz durchzuführen zu lassen. Aachen ließ sich das Privileg der Königskrönung zwar mehrfach förmlich bestätigen, sowohl durch den neugekrönten König als auch durch die Kurfürsten. Dennoch wurde die Ausnahme zur Regel, und es fand nie wieder eine Krönung in Aachen statt. Ein Grund, dafür war sicherlich, dass sich die Herrschaftslegitimation seit den Festlegungen in der Goldenen Bulle nicht mehr alleine auf den richtigen Krönungsort, den richtigen Koronator und die Verwendung der richtigen Reichskleinodien stützen musste. Die Wahl durch die Kurfürsten war seither Legitimation genug und verschob damit auch die Prioritäten zugunsten des Wahlortes. Dazu kam, dass Aachen für die seit 1452 meist aus dem Hause Habsburg stammenden Herrscher einer der am weitesten entfernten Orte im Reich war.
Für Frankfurt am Main, Regensburg und Augsburg sprachen dagegen einige logistische und infrastrukturelle Gründe. Sie lagen zentral und waren für die meisten Kurfürsten aus allen Richtungen relativ leicht erreichbar, sei es per Schiff oder auf dem Landweg. Die protestantische Reichsstadt Frankfurt verfügte mit der Stiftskirche St. Bartholomäus, die der katholischen Kirche nach dem Augsburger Interim 1548 zurückgegeben worden war, über eine hinreichend große und für die Krönung angemessene Kirche, ebenso die faktisch gemischt konfessionellen Städte Regensburg und Augsburg. Zudem waren in der Handels- und Messestadt ausreichend viele Gasthäuser und Stadtpaläste vorhanden, die von den zahlreich anreisenden Gesandtschaften angemietet werden konnten.
Überdies fiel über lange Jahrzehnte der Kölner Erzbischof als Koronator aus, da die Amtsinhaber aus dem bayerischen Herrschergeschlecht vielfach nicht einmal die Priesterweihe als Mindestanforderung erfüllten, um die Weihe und Krönung des römischen Königs durchzuführen.

### Ablauf von Wahl und Krönung seit der frühen Neuzeit

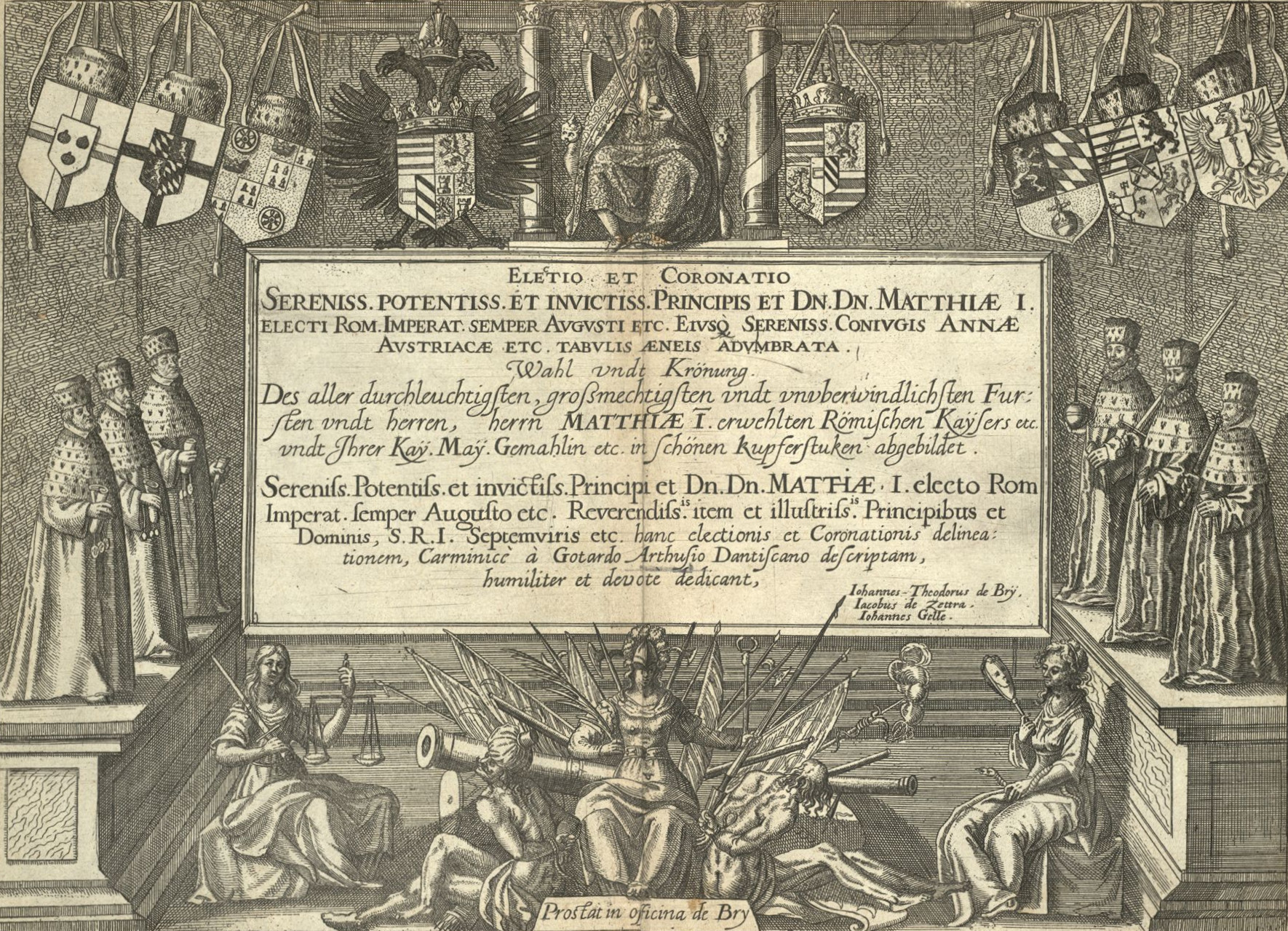
Deckblatt der Darstellung der Krönung Matthias’

Viele der Illustrationen im folgenden Abschnitt stammen aus dem Buch Wahl undt Krönung des aller durchleuchtigsten, großmechtigsten unüberwindlichsten Fürsten und herrn, herr matthiae I., erwehlten Römischen Kaysers etc. undt Ihrer Kay. May. Gemahlin etc. in schönen Kupferstucken abgebildet aus dem Jahre 1612, das den gesamten Ablauf der Feierlichkeiten zur Krönung von Matthias und seiner Frau zu Kaiser und Kaiserin des Heiligen Römischen Reiches darstellt. In ähnlicher Weise wurden viele der neuzeitlichen Krönungen in so genannten Diarien festgehalten, die den Glanz der Feierlichkeiten und damit die Macht des Kaisers darstellen sollten. In den ersten Jahrzehnten des 18. Jahrhunderts wurde diese Art der Selbstdarstellung der Herrscher sogar in der Ceremoniel-Wissenschaft thematisiert.
Das neuzeitliche Zeremoniell lehnte sich sehr stark an das mittelalterliche an, erweiterte es aber auch um entscheidende Elemente wie z. B. die Wahlkapitulation.

#### Nach dem Tod des vorherigen Königs und Kaisers
Wenn nicht bereits zu Lebzeiten eines Kaisers ein neuer römisch-deutscher König gewählt wurde, wie bei Ferdinand I., Maximilian II., Rudolf II. Ferdinand III., Joseph I. und Joseph II. geschehen, so trat nach dem Tode eines Kaisers ein so genanntes Interregnum, eine kaiserlose Zeit, ein. Die Goldene Bulle bestimmte, dass der Tod des Kaisers so schnell wie möglich dem Erzbischof von Mainz, dem Kurfürsten von Sachsen und dem Kurfürsten der Pfalz durch den kaiserlichen Hof mitgeteilt werden musste. Die übrigen Kurfürsten und die anderen größeren Fürsten des Reiches wurden daraufhin durch diese benachrichtigt. Den kleineren Fürsten und den anderen Ständen wurde der Tod erst auf dem Immerwährenden Reichstag zu Regensburg bekanntgegeben.
Die Regierung des Reiches übernahmen, in ihrer Eigenschaft als Reichsvikare, gemeinsam die Kurfürsten von Sachsen und der Pfalz. Bis zu den Festlegungen der Goldenen Bulle war häufig umstritten, wer in dieser Zeit des Interregnums die Reichgeschäfte zu führen habe. So waren häufig die Witwen in Reichsangelegenheiten tätig, z. B. tat dies Kaiserin Kunigunde nach dem Tod Heinrichs II., aber auch der Papst erhob gelegentlich Anspruch auf die Reichsverwaltung. Nach der Absetzung Friedrichs II. setzte sich in der Kurie die Rechtsauffassung durch, dass bei einer Thronvakanz im Imperium der Papst die Rechte eines Verwesers zumindest für Reichsitalien besäße.

#### Vorbereitungen

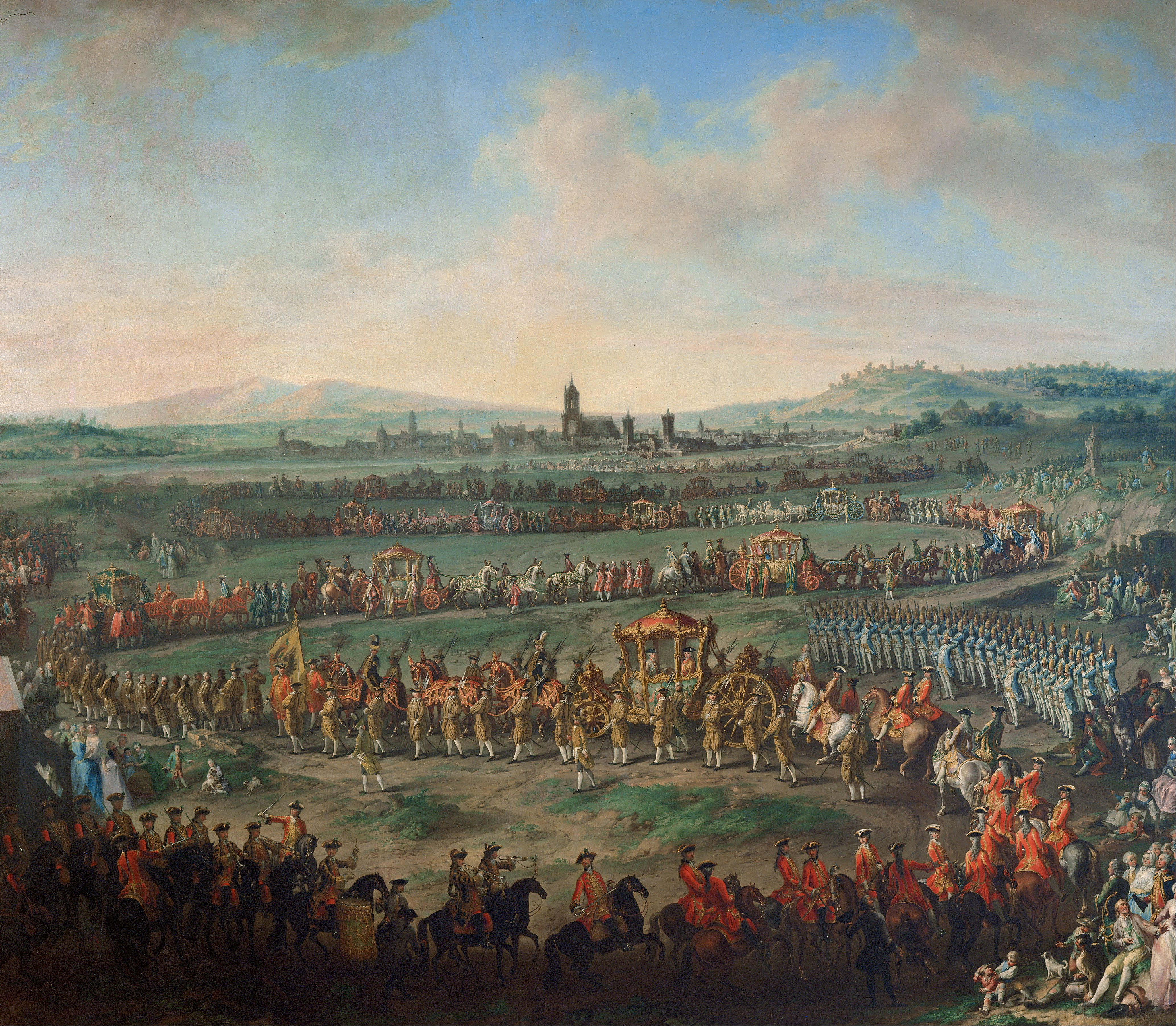
Einzug von Joseph II. zur Krönung in Frankfurt (1764)

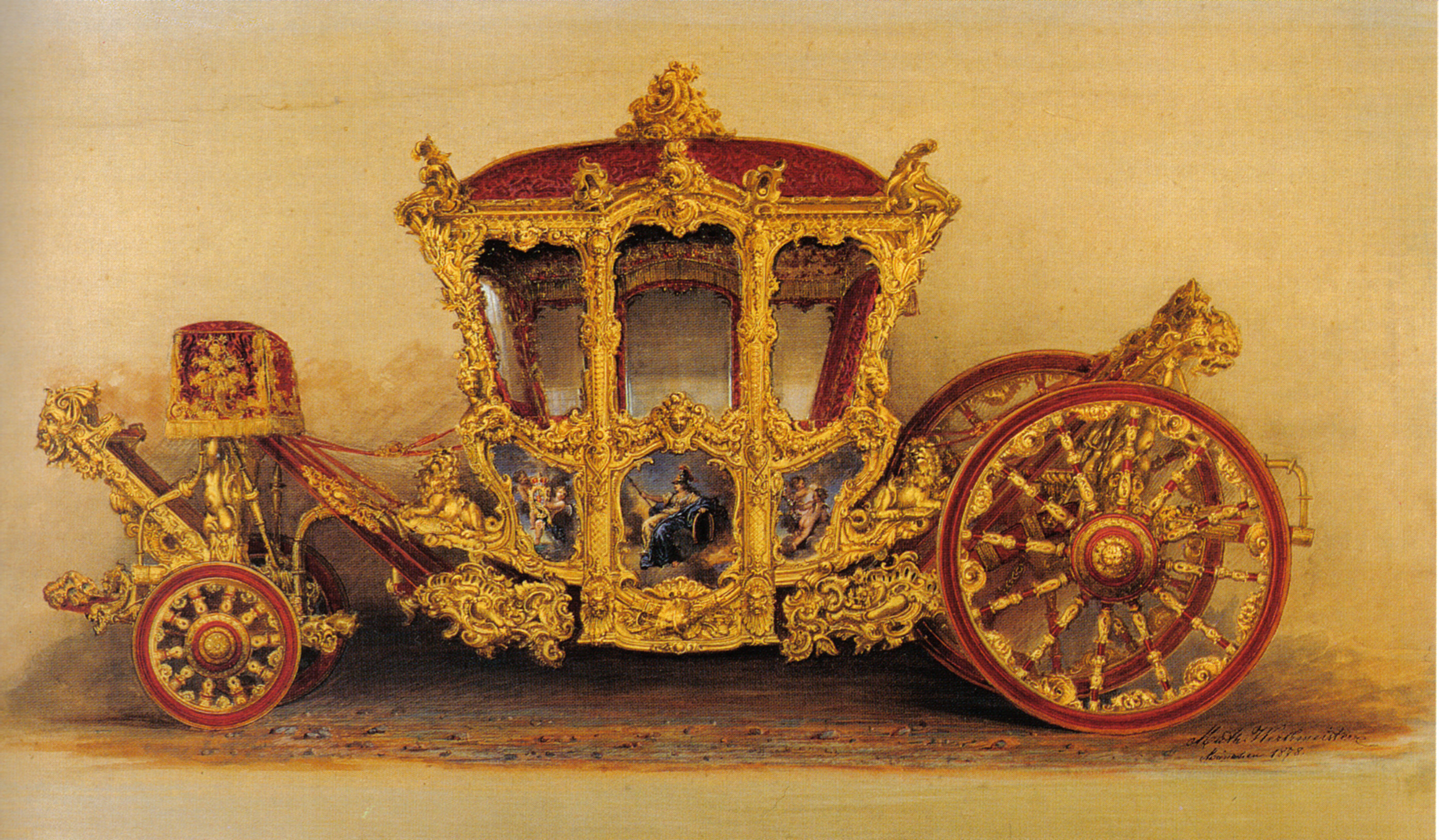
Der prunkvolle Krönungswagen Karls VII. zu seiner Krönung 1742

Die Goldene Bulle verordnete, dass der Kurfürst von Mainz innerhalb eines Monats das Wahlkollegium der Kurfürsten zusammenzurufen habe, damit ein neuer König und Kaiser gewählt werden könne. Die Kurfürsten konnten ihre Stimme zwar nicht schriftlich abgeben, ihr Stimmrecht aber an einen anderen Kurfürsten abtreten oder einen Abgesandten schicken, ansonsten verfiel die Stimme. Innerhalb von drei Monaten sollte dann der Erzbischof die Kurfürsten einladen, in Frankfurt zu erscheinen.
Die Einladung wurde den weltlichen Kurfürsten durch einen hochrangigen Abgesandten überbracht, an den geistlichen Höfen geschah dies durch einen Domherrn. In einer öffentlichen feierlichen Audienz wurde der Gesandte durch die Kurfürsten empfangen. Er überreichte die durch den Kurfürsten von Mainz eigenhändig unterschriebene Urkunde, was durch einen Notar zu bestätigen war.
Jeder Kurfürst, bzw. sein Abgesandter, durfte mit höchstens 200 Berittenen, darunter 50 Bewaffneten, anreisen. Die Stadt Frankfurt selbst hatte für die Sicherheit, die Unterbringung und die Versorgung der hohen Herrn und deren Begleitung zu sorgen. Außer den Kurfürsten und deren Begleitung durfte kein Fremder in die Stadt hineingelassen werden, und sofern solch eine Person angetroffen wurde, sollte diese ausgewiesen werden. Sollte die Stadt ihre Pflichten verletzen, so sollte sie alle ihre Privilegien verlieren und der Reichsacht verfallen.
Außerdem mussten die Reichskleinodien aus Nürnberg und Aachen an den Ort der Krönung gebracht werden. Diese befanden sich seit dem Spätmittelalter in der Obhut der Reichsstädte Nürnberg bzw. Aachen. Sie wurden in einem feierlichen und gut bewachten Geleit nach Frankfurt gebracht und wurden dort durch ein Ratsmitglied der Stadt in Begleitung eines Kavallerieregiments in Empfang genommen. Die Kleinodien verblieben bis zum Tag der Krönung in der Verwahrung der Abgesandten von Nürnberg und Aachen und wurden kurz nach der Krönung wieder in Empfang genommen und zurückgebracht.

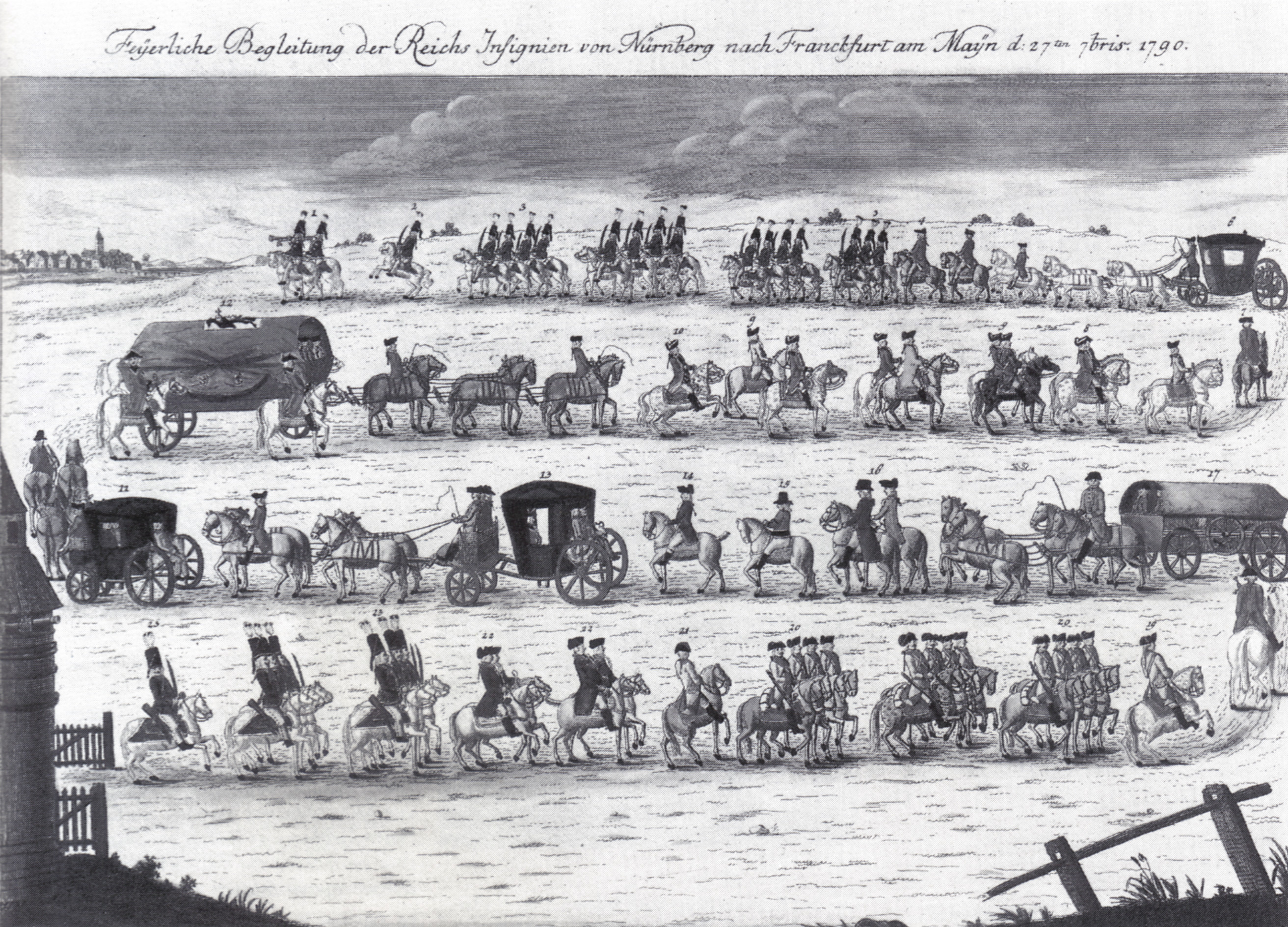
Feierliche Überführung der Reichskleinodien nach Frankfurt im Jahre 1790 zur Krönung Leopolds II.

Der nebenstehende zeitgenössische Kupferstich aus dem Jahr 1790 zeigt den Zug der Nürnberger Kleinodien nach Frankfurt für die Krönung Leopolds II. im Jahre 1790. Die Reichskleinodien selbst befanden sich in einer Kiste im so genannten Kronwagen, auf der Darstellung in der zweiten Reihe von oben, der mit einer roten Plane abgedeckt war, auf der sich auf gelbem Tuch eine Darstellung des Reichsadlers befand. An der Seite des Wagens sind zwei Abbildungen des kaiserlichen Wappens erkennbar. Vier Kronkavaliere auf Schimmeln reiten zur Bewachung neben dem Wagen her. Das vollständige Geleit umfasste (Nummerierung dem Stich entsprechend):
1. 2 Anspachische Husaren-Trompeter
2. 1 Husaren-Wachtmeister
3. 4 Glieder gemeine Husaren, 4 Mann hoch
4. 1 herrschaftlicher Bereuther
5. 1 hochfürstlicher Hofkutscher
6. Der hochfürstliche Anspachische Staatswagen (Carpentum) mit 6 Pferden
7. Reitknechte, zum Teil mit Handpferden
8. Hochfürstliche Anspachische Herren und Räte
9. Wagenmeister in Uniform
10. Herr Spitalpfleger Johann Siegmund Christian Joachim Haller von Hallerstein
11. Vierspänniger Deputationswagen, mit den Krongesandten
12. Sechsspänniger Kronwagen mit Stadtschlosser, begleitet von 4 Kroncavallieren
13. Vierspänniger Wagen mit 4 Kroncavallieren
14. Feldscherer Glos zu Pferde
15. Kroncavallerist von Holzschuhers Reitjakel
16. 2 Sekretäre des Krondeputierten zu Pferd
17. 2 Bagage-Wagen, auf deren ersteren Hr. Fischer von Franckfurth am Main gebürtig als Friseur; und der Jäger von Herrn Haller von Hallerstein
18. Nürnbergische Stadt-Trompeter zu Pferd
19. Corporal Ernst zu Pferd
20. 12 Nürnbergische Einspänner zu Pferd
21. Anspachische Husaren, nebst Corporal, grünes Jacket, weiße Hosen, schwarze Mützen

#### Wahl durch die Kurfürsten

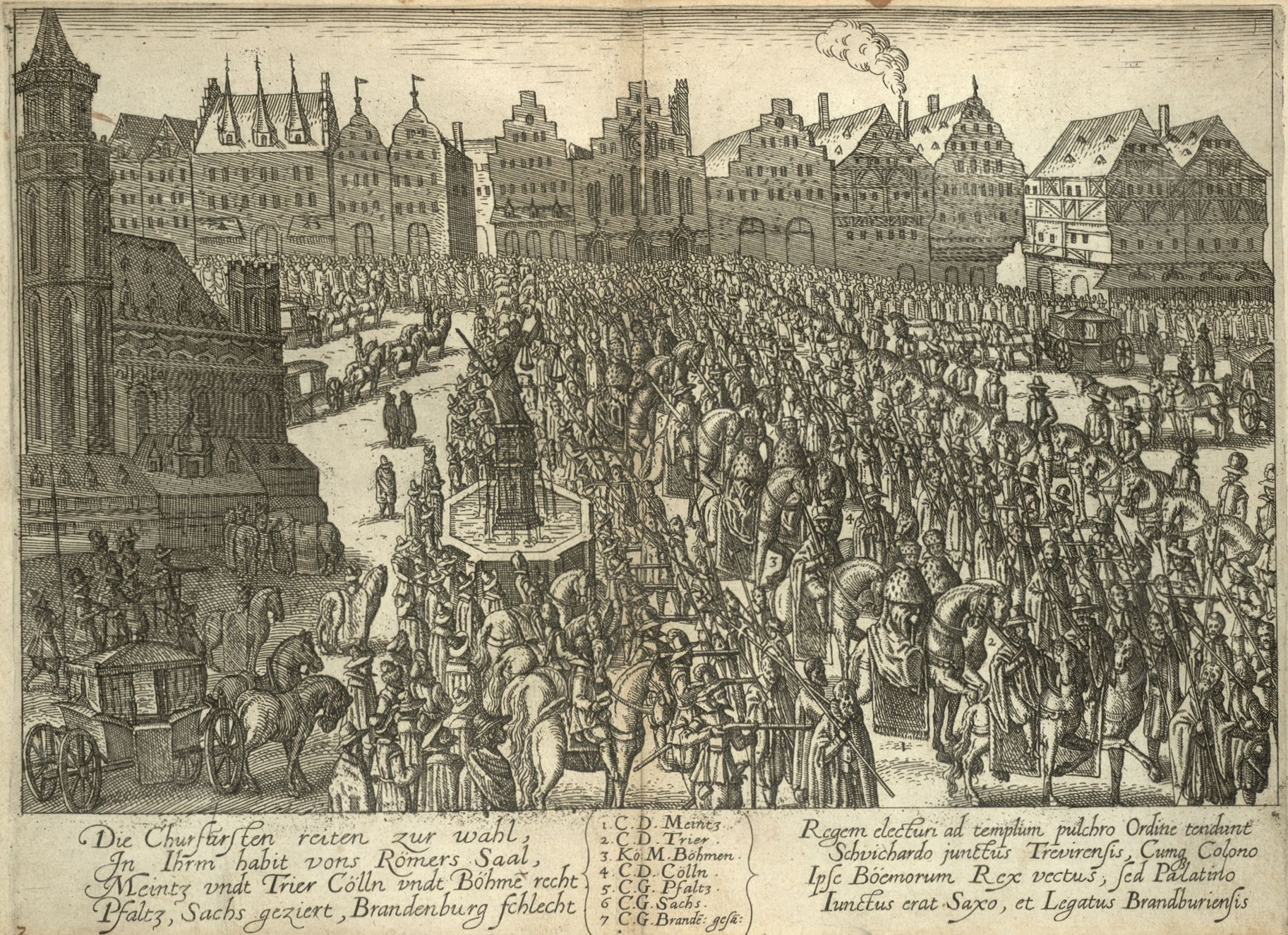
Die Kurfürsten reiten zur Wahl
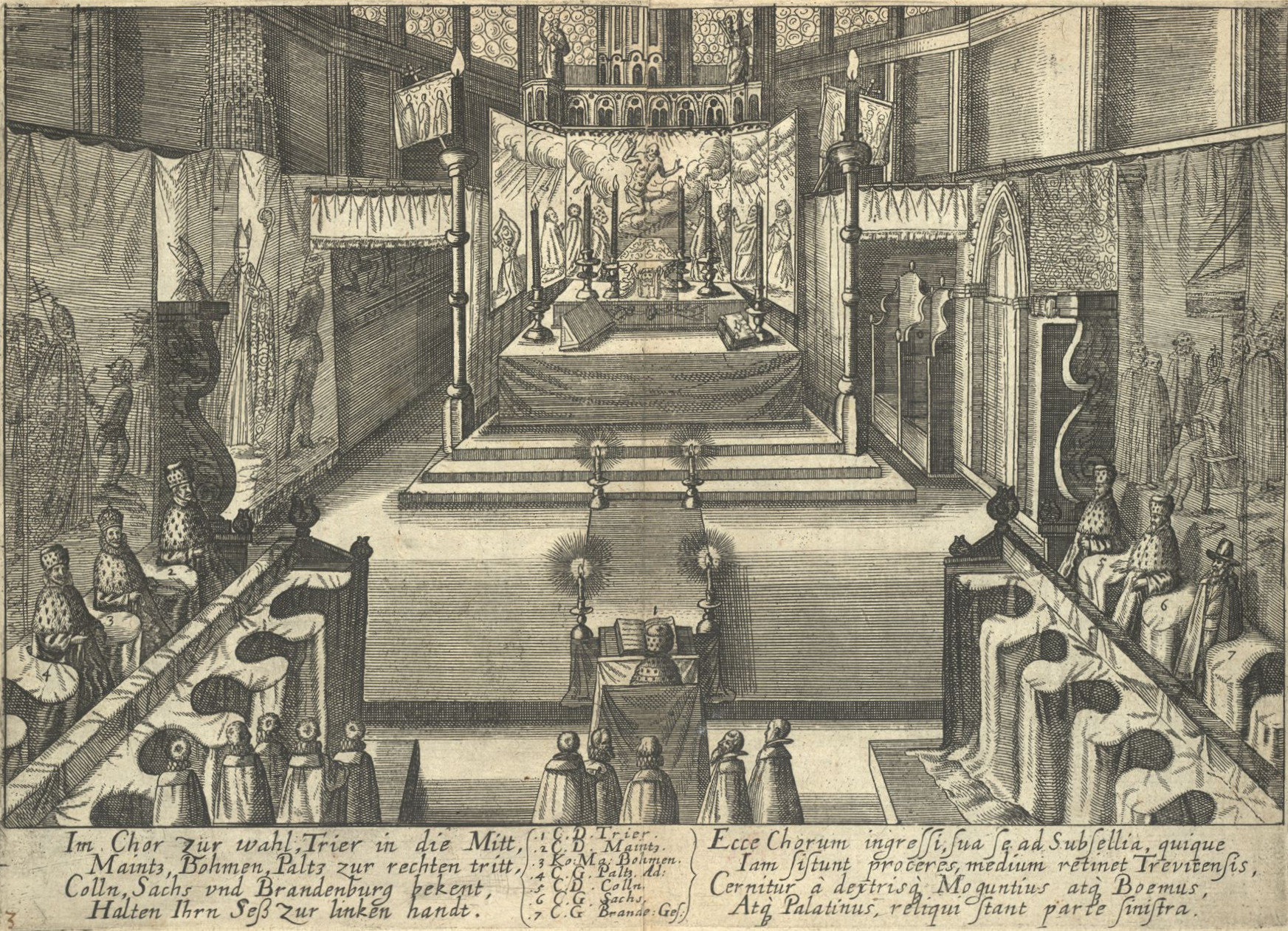
Die Wahl Matthias’ durch die Kurfürsten
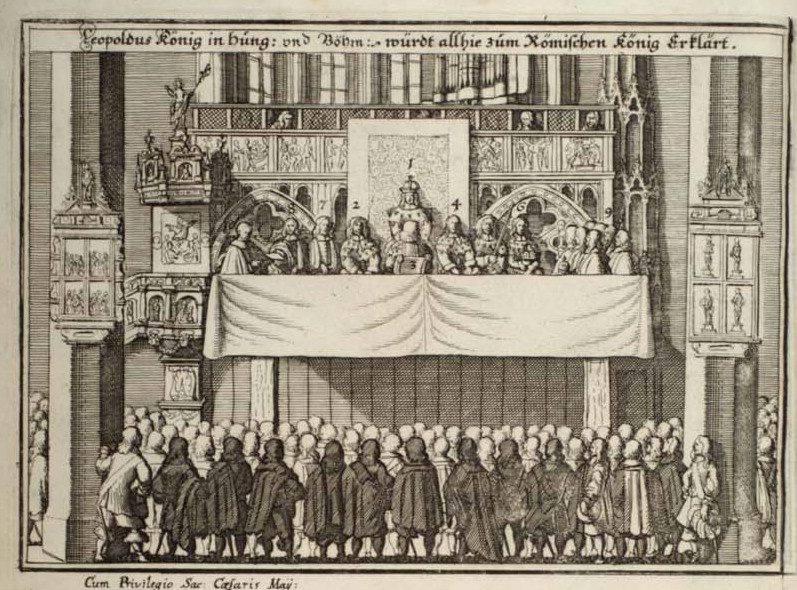
Leopold I. wird nach seiner Wahl 1658 zum neuen König erklärt
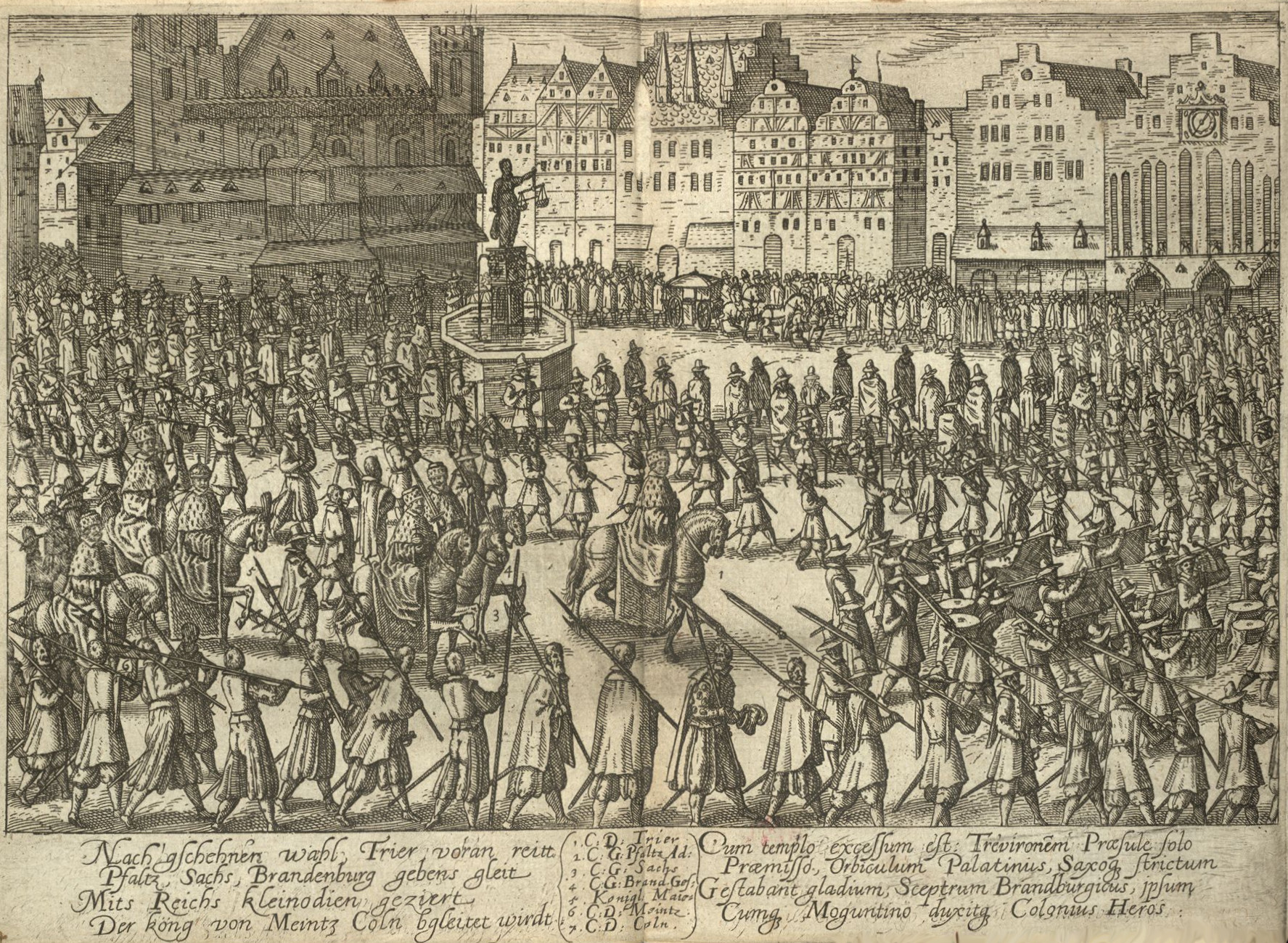
Auszug nach der Wahl

Der Wahlakt selbst hatte in Frankfurt am Main zu erfolgen, konnte, wenn die Umstände es erforderten, aber auch an einen anderen Ort verlegt werden. In Frankfurt sind nach den Vorschriften der Goldenen Bulle insgesamt sechzehn römisch-deutsche Könige gewählt worden: von Wenzel im Jahre 1376 bis Franz II. im Jahre 1792.
Aber nicht alle wurden, wie bereits erwähnt, erst nach dem Ableben des Kaisers zum König erhoben, sieben von ihnen wurden bereits zu Lebzeiten des Kaisers gewählt und gekrönt. Nach der mittelalterlichen Vorstellung wurde der Königstitel mit der Krönung des regierenden Königs zum Kaiser wieder frei, so dass nun der präsumptive Nachfolger zum König gewählt und gekrönt werden konnte. Bereits Kaiser Otto I. nutzte dies, um seinen Sohn als Otto II. bereits im Alter von sechs Jahren zum König des Ostfrankenreichs wählen zu lassen. Obwohl die Kaiser in der frühen Neuzeit nurmehr den Titel „Erwählter Kaiser“ annahmen – und mithin auf die Kaiserkrönung verzichteten – wurden wiederholt Söhne bereits zu Lebzeiten des Vaters zum römisch-deutschen König gewählt, zuerst im Falle von Maximilian II. im Jahr 1562. Dies wurde möglich, da die Goldene Bulle neben dem Tod des Amtsinhabers andere nicht genauer bezeichnete außerordentliche Gründe als Legitimation für ein derartiges Vorgehen nannte.

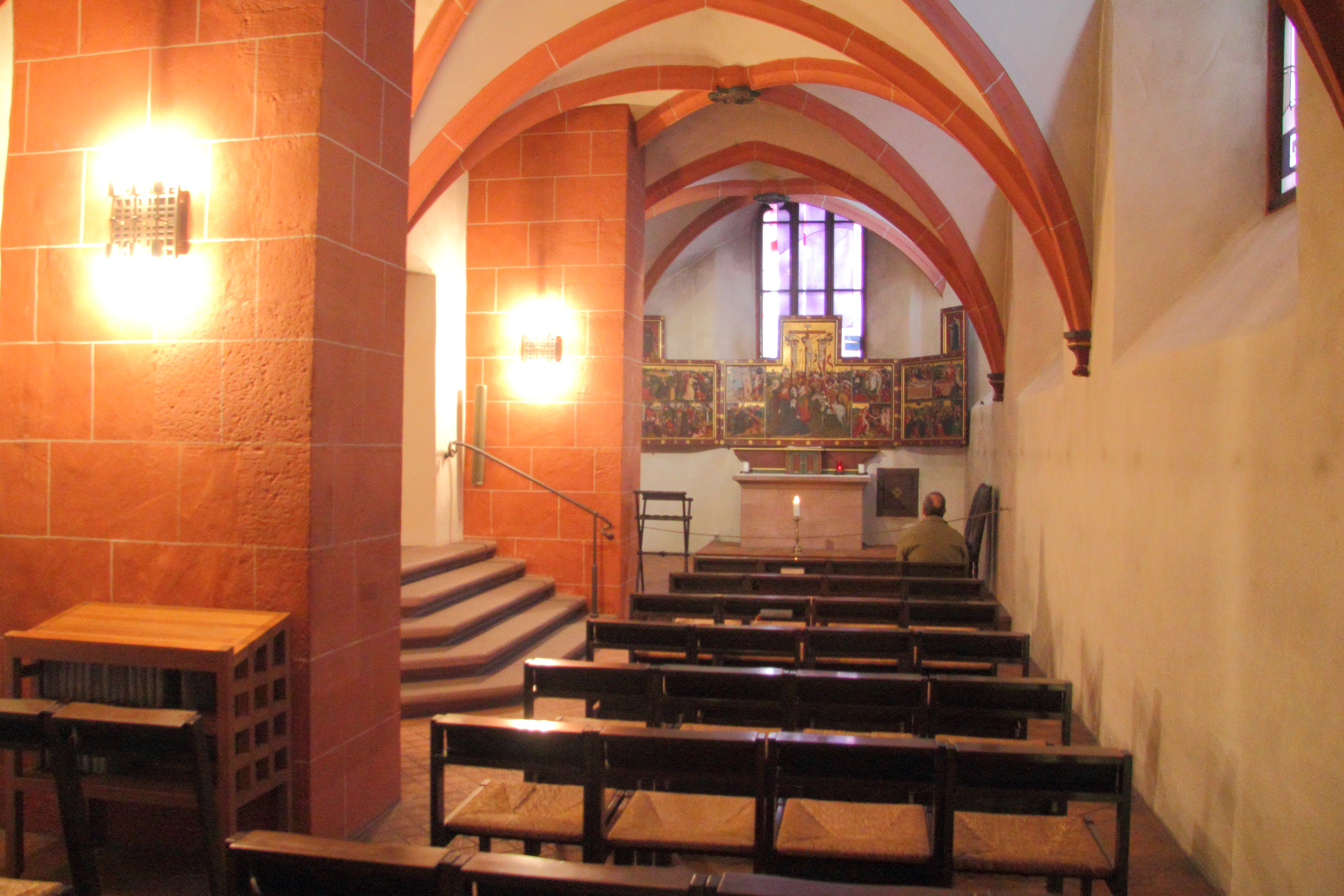
Wahlkapelle der römisch-deutschen Könige und Kaiser im Frankfurter Dom

Der Tag der Wahl begann mit einem Läuten der Frankfurter Kirchenglocken. Anschließend versammelten sich die ursprünglich sieben, später neun Kurfürsten im Römer, um ihr Festgewand anzulegen. Vom Römer begaben sie sich über den Markt und zogen durch das Nordportal in den Kaiserdom St. Bartholomäus ein. Während der sich anschließenden katholischen Messe zogen sich seit der Reformation die evangelisch gewordenen Kurfürsten in das Konklave zurück. Die zu leistenden Eide der Wähler sowie die feierliche Erklärung des Gewählten wurden von Notaren genau festgehalten. Die eigentliche Proklamation des neuen Kaisers fand dann in der Wahlkapelle statt.
Nachdem der König in den Chor der Kirche zurückgekehrt war, wurden abermals Gebete und Psalmen gesprochen, während der König vor dem Altar kniete. Die anschließende Erhebung des Gewählten zum König durch die Thronsetzung hatte die Schilderhebung seit dem Frühmittelalter allmählich verdrängt. Ein feierliches Te Deum beschloss den formellen Wahlkt.

#### Wahlkapitulation
Seit 1519 musste durch den neu gewählten König und erwählten Kaiser ein Eid auf eine zuvor ausgehandelte Wahlkapitulation gegenüber den Kurfürsten abgelegt werden. Solch eine Wahlkapitulation wurde durch alle Römischen Könige von Karl V. bis zu Franz II. ausgefertigt. In der Wahlkapitulation musste der neue König zusagen, dass er nicht beabsichtige, das Heilige Römische Reich seines Charakters einer Wahlmonarchie zu berauben und die Rechte der Kurfürsten anzutasten. Er versprach weiterhin die Regelungen der Goldenen Bulle zu beachten.
Wenngleich schon bei der Wahl Karls V. solch ein Dokument ausgehandelt wurde, taucht die Bezeichnung zuerst bei der Wahl Ferdinands I. (1558) auf.
In der Urkundensammlung Unio Electoralis novissima, die die Beratungen der in Frankfurt versammelten Kurfürsten festhielt, ist erstmals ein Dokument mit dem Namen Wahlkapitulation belegt.
Der Eid wurde feierlich durch den Gewählten in der Bartholomäuskirche abgelegt. Dieser führte von da an den Titel Römischer König; damit war der Wahlakt offiziell abgeschlossen.

#### Krönung

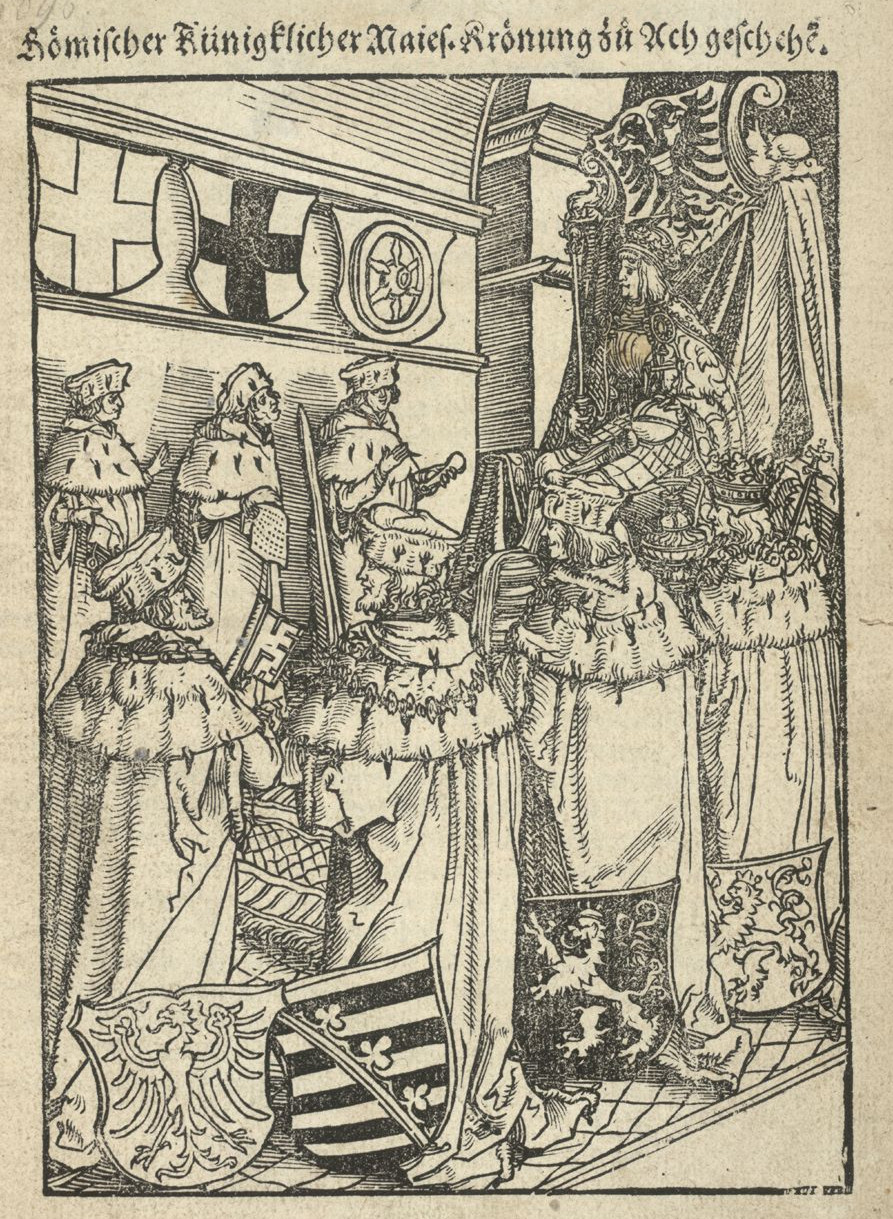
Krönung Karl V. aus dem Jahre 1520
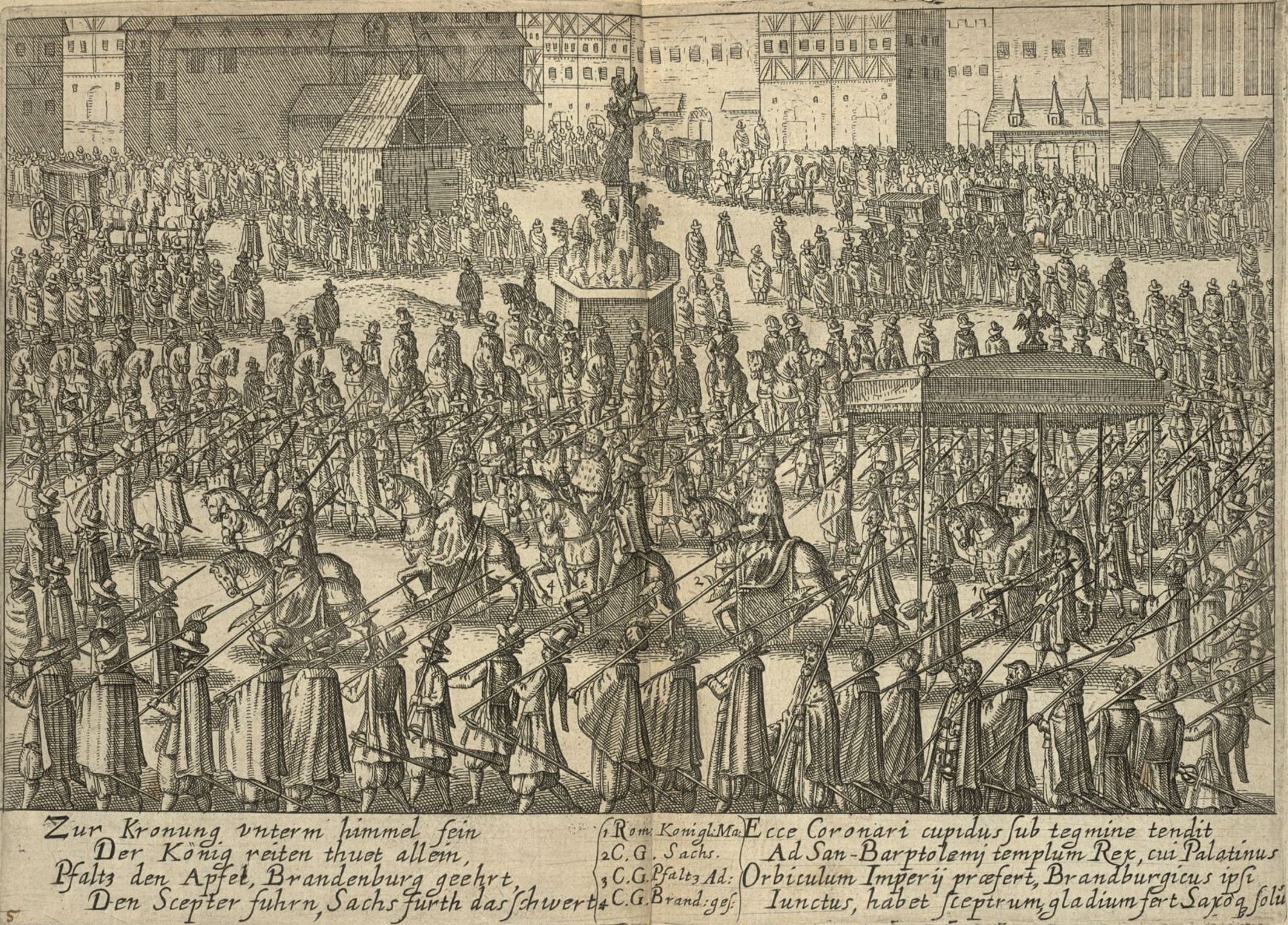
Prozession zur Kirche, die Kurfürsten tragen dem neuen König die Reichsinsignien Reichsapfel, Zepter und Reichsschwert voran
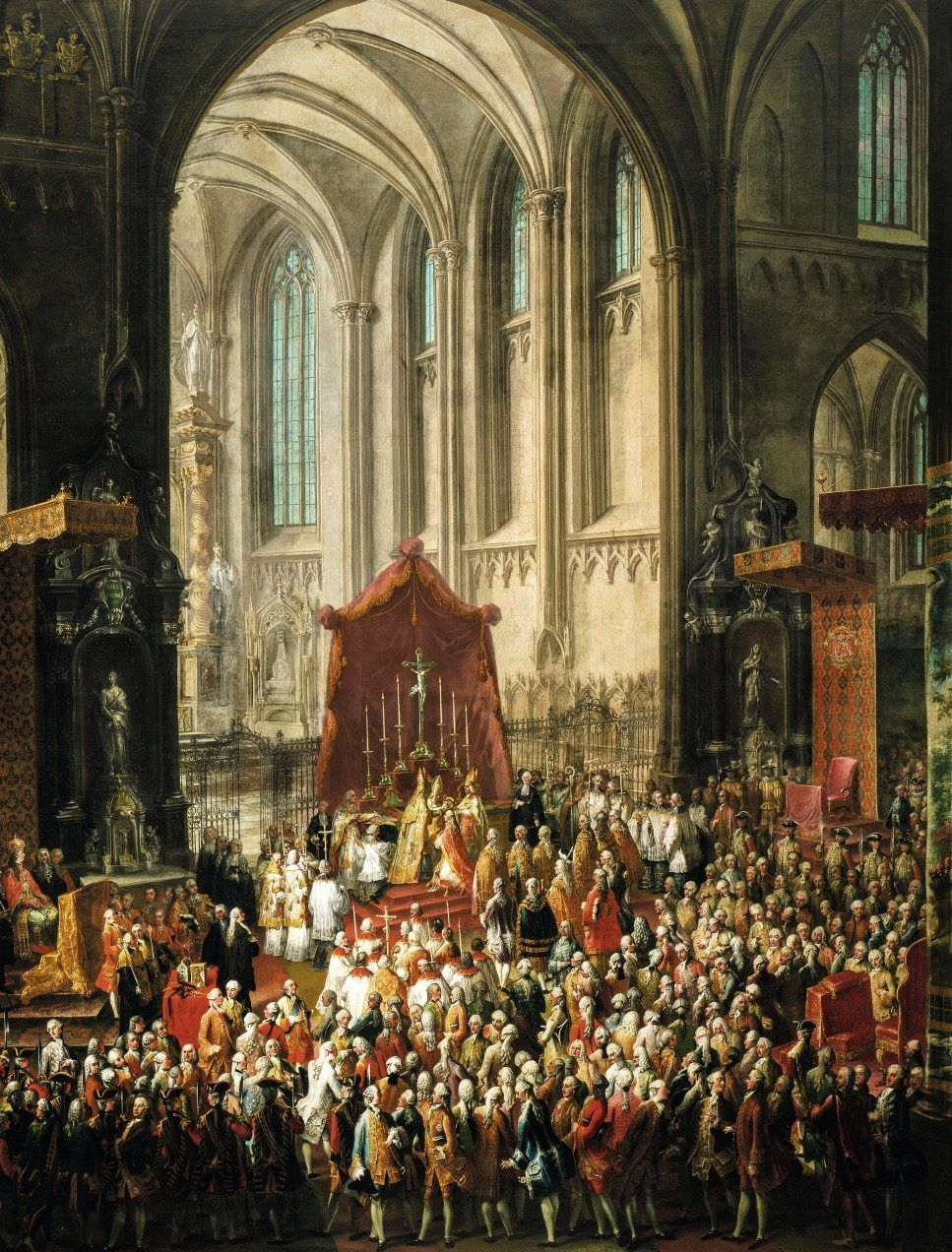
Die Krönung Josephs II. zum römisch-deutschen König im Kaiserdom St. Bartholomäus in Frankfurt 1764
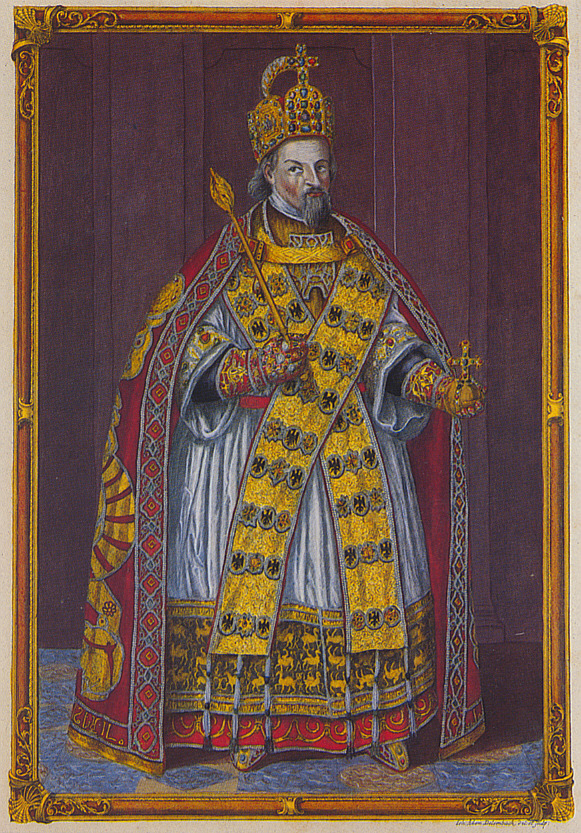
Kaiser Sigismund im Krönungsornat, Kupferstich von Johann Adam Delsenbach

Am Krönungstag wurden die Reichskleinodien, die aus Nürnberg und Aachen herbeigeholt worden waren, in die Krönungskirche gebracht und dort durch die Reichserbtürhüter in Empfang genommen und auf dem Kreuzaltar niedergelegt.
Bei der Prozession zur Kirche ritten die weltlichen Kurfürsten oder deren Gesandten dem neuen König bzw. Kaiser mit unbedecktem Haupt voran. Unmittelbar vor dem Kaiser ritt der Erzmarschall mit dem blanken Reichsschwert. Vor diesem ritten der Erztruchsess mit dem Reichsapfel, vor diesem wiederum der Erzkämmerer mit dem Zepter und links der Erzschatzmeister mit der Reichskrone. Der König selbst ritt in seinem Hausornat – das zu den Reichskleinodien gehörende Krönungsornat wurde ihm erst später angelegt – unter einem Baldachin, der von zehn Deputierten der Stadt getragen wurde. Ihm folgten sein Hofstaat, seine Leibgarde, eine Frankfurter Bürgerkompanie und das Gefolge des Königs und der Kurfürsten zu Pferde oder aber in prächtigen Karossen.
Vor der Bartholomäuskirche empfingen den König der Kurfürst von Mainz und die anderen geistlichen Kurfürsten, die ihm das Weihwasser reichten. Anschließend betrat der König die Kirche, wo er von den Reichserbtürhütern, den Grafen von Pappenheim und den Grafen von Werthern, empfangen wurde. Die Krönungskirche wurde außen durch die kurmainzische und im Inneren von der kursächsischen Schweizergarde bewacht.
Nach Beendigung der Antiphonen führten die Kurfürsten von Köln und Trier den König zum Altar, wo ihn der Kurfürst von Mainz im erzbischöflichen Ornat erwartete. Der König kniete nieder und es wurden Gebete gesprochen, in deren Anschluss er in seinem Betstuhl Platz nahm. Nach dem anschließenden Hochamt wurden dem König vom Kurfürsten von Mainz Fragen in lateinischer Sprache bezüglich seiner Regierungspflichten gestellt. Er wurde gefragt, ob er bereit sei, als gläubiger Christ den Schirm der Kirche, die Wahrung der Gerechtigkeit, die Mehrung des Reiches, der Beschützung der Witwen und Waisen und die Ehrung des Papstes zu geloben. Alle Fragen wurden vom König mit volo (deutsch ich will) beantwortet. Nach dem Eid auf dieses Gelöbnis fragte der Kurfürst die Anwesenden, ob sie diesen Fürsten annehmen, seinen Befehlen gehorchen und sein Reich befestigen wollen, worauf diese Fiat, fiat, fiat! (deutsch Es geschehe!) riefen.
Bei der anschließenden Salbung wurde der König seines Obergewandes entkleidet und durch im Unterkleid angebrachte Öffnungen durch den Erzbischof an Scheitel, Brust, Nacken, zwischen den Schultern auf dem rechten Arm, am Gelenk des rechten Armes und an der Innenfläche der rechten Hand mit den Worten Ich salbe dich zum König im Namen des Vaters, des Sohnes und des Heiligen Geistes gesalbt. Das Salböl wurde daraufhin von zwei Weihbischöfen mit Baumwolle und Roggenbrot abgetrocknet.
Nun zog sich der Gesalbte mit den Kurfürsten von Mainz und Trier in das Konklave zurück, wo ihm von den Nürnberger Deputierten Strümpfe und die Schuhe des Krönungsornates der Reichskleinodien angezogen wurden. Vom brandenburgischen Gesandten wurde ihm die Alba und die Dalmatica gereicht, zwei Nürnberger reichten ihm den Gürtel, den der König selber zuschnallte, und der Kurfürst von Brandenburg warf ihm anschließend die Stola um. Der Gürtel selbst ging am Ende des 18. Jahrhunderts verloren.
Er begab sich nun wieder in die Kirche, wo ihm unter den Gebeten des Mainzer Erzbischofs von den anderen beiden geistlichen Kurfürsten das blanke Schwert Karls des Großen überreicht wurde, das nach dem Ende des Gebetes an den Kurfürsten von Sachsen überreicht wurde. Der sächsische Kurfürst stieß es in die Scheide und gürtete es dem Kaiser um. Hierauf zog der Kaiser die zum Ornat gehörigen Handschuhe an, steckte den kaiserlichen Ring auf, nahm das Zepter in die rechte Hand und den Reichsapfel in die linke. Das Schwert Karls des Großen wurde nun vom Kurfürsten von Sachsen wieder aus der Scheide gezogen und an den Erbmarschall Graf von Pappenheim übergeben. Der Graf legte dafür das Reichsschwert, was er bis dahin gehalten hatte, auf einen Tisch neben dem Altar.
Dem König wurde nun vom Reichserbkämmerer der Krönungsmantel umgehängt und dem knienden König von den drei geistlichen Kurfürsten gemeinsam die Reichskrone auf das Haupt gesetzt. Nach einem abermaligen Eid des Gekrönten auf Deutsch und Lateinisch ging die Messe weiter. Danach wurde er auf einer hohen im südlichen Querschiff errichteten Bühne auf den Thron Karls des Großen gesetzt, auf dem er nach dem Te Deum, das von Kanonsalven und Glockengeläut begleitet war, die Glückwünsche der Kurfürsten entgegennahm. Anschließend erteilte der König auf eigene Wahl und auf Vorschlag der Kurfürsten adligen Personen den Ritterschlag. Regelmäßig wurden so z. B. die Abgesandten der beiden Städte Aachen und Nürnberg belohnt, die die Reichskleinodien nach Frankfurt geleitet hatten.

#### Symbolische Verrichtung der Erzämter

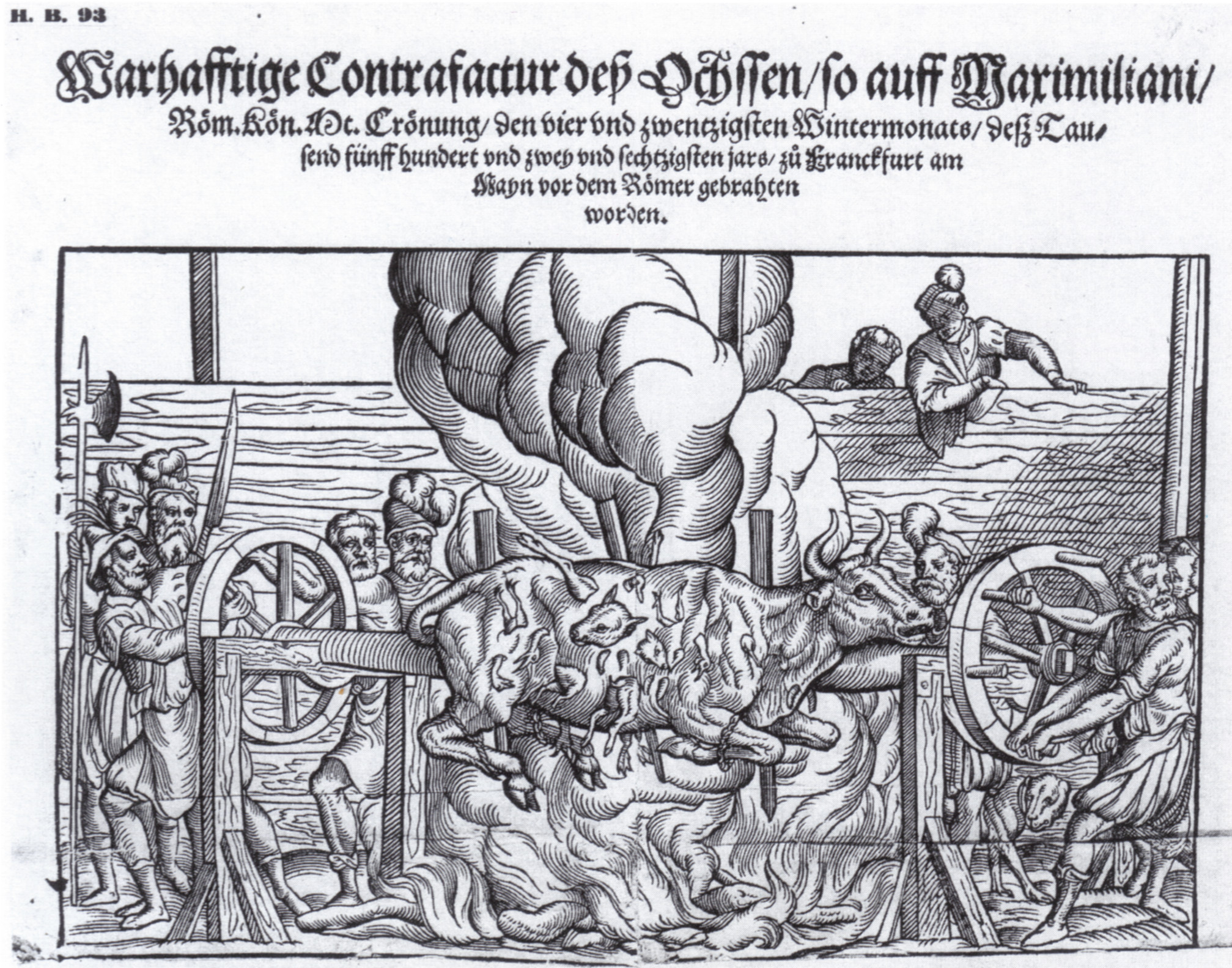
Ochse der zur Krönung Maximilians II. 1562 gebraten wurde, gefüllt mit einem Hirsch, einem Schwein, einem Kalb und verschiedenem Geflügel
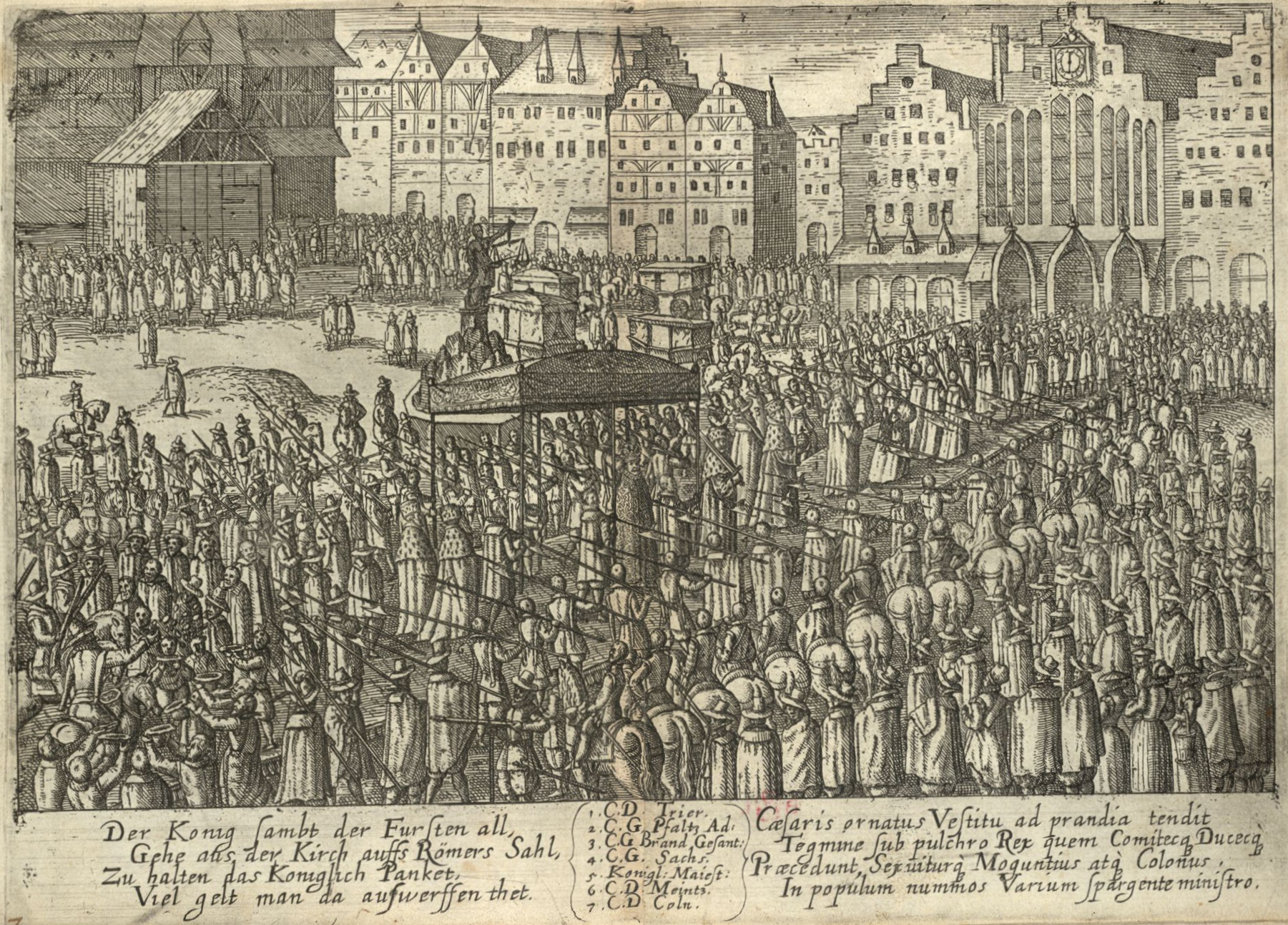
König Matthias und die Fürsten ziehen zum Saal, in dem das Krönungsmahl stattfindet, und werfen Münzen unter das Volk
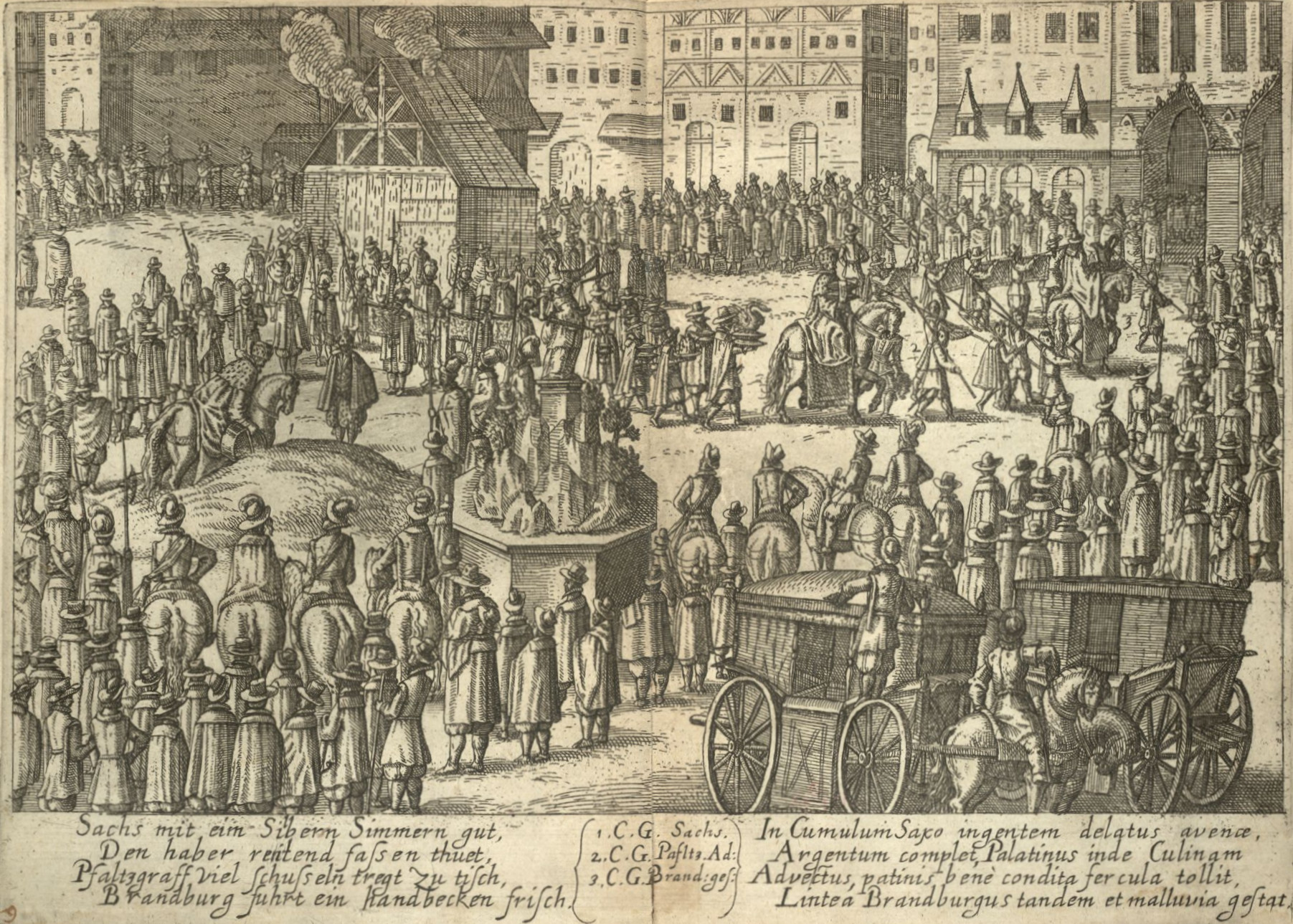
Marschall, Truchsess und Mundschenk
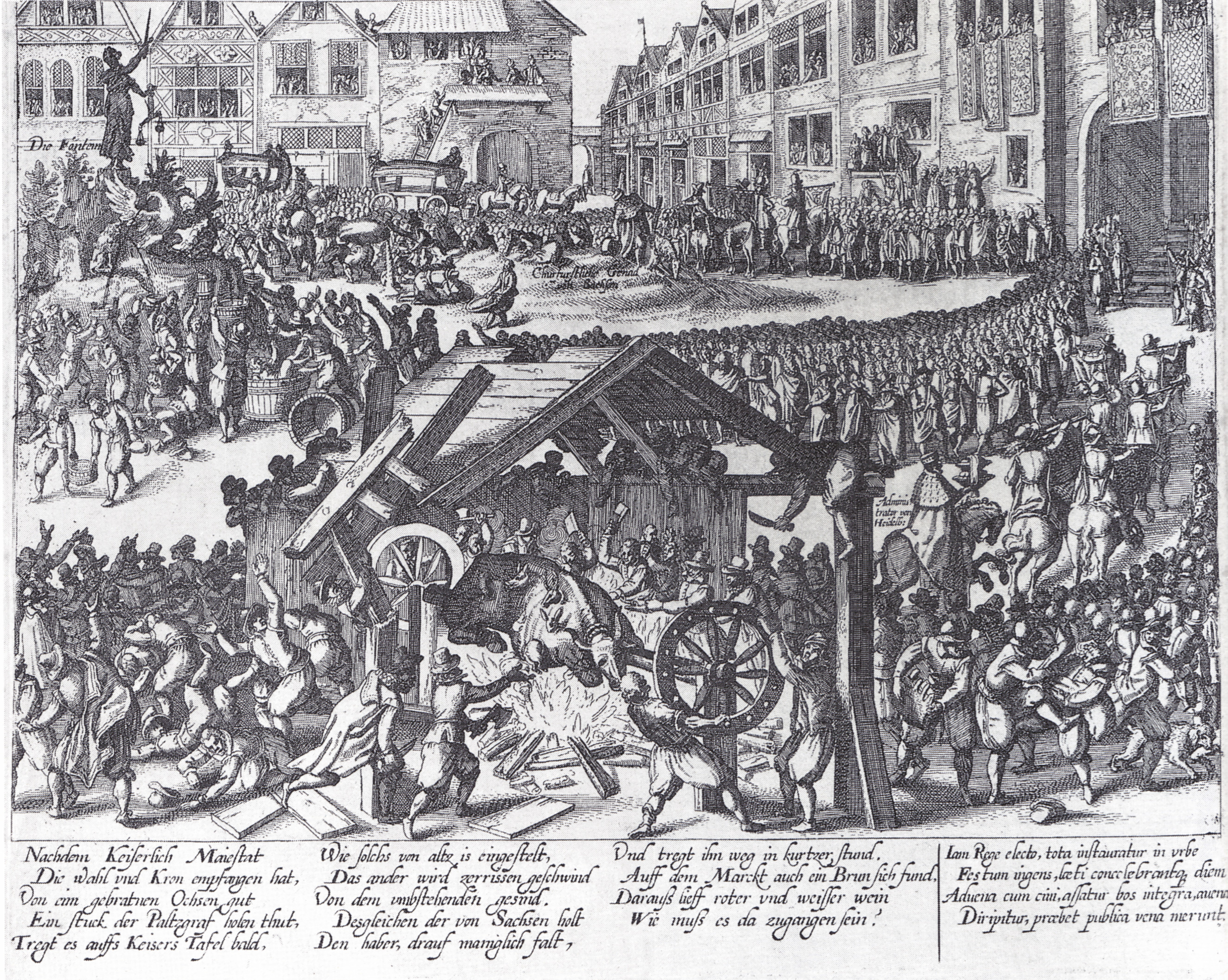
Kampf um Ochse und Ochsenküche, Darstellung auf einem Stich um 1612
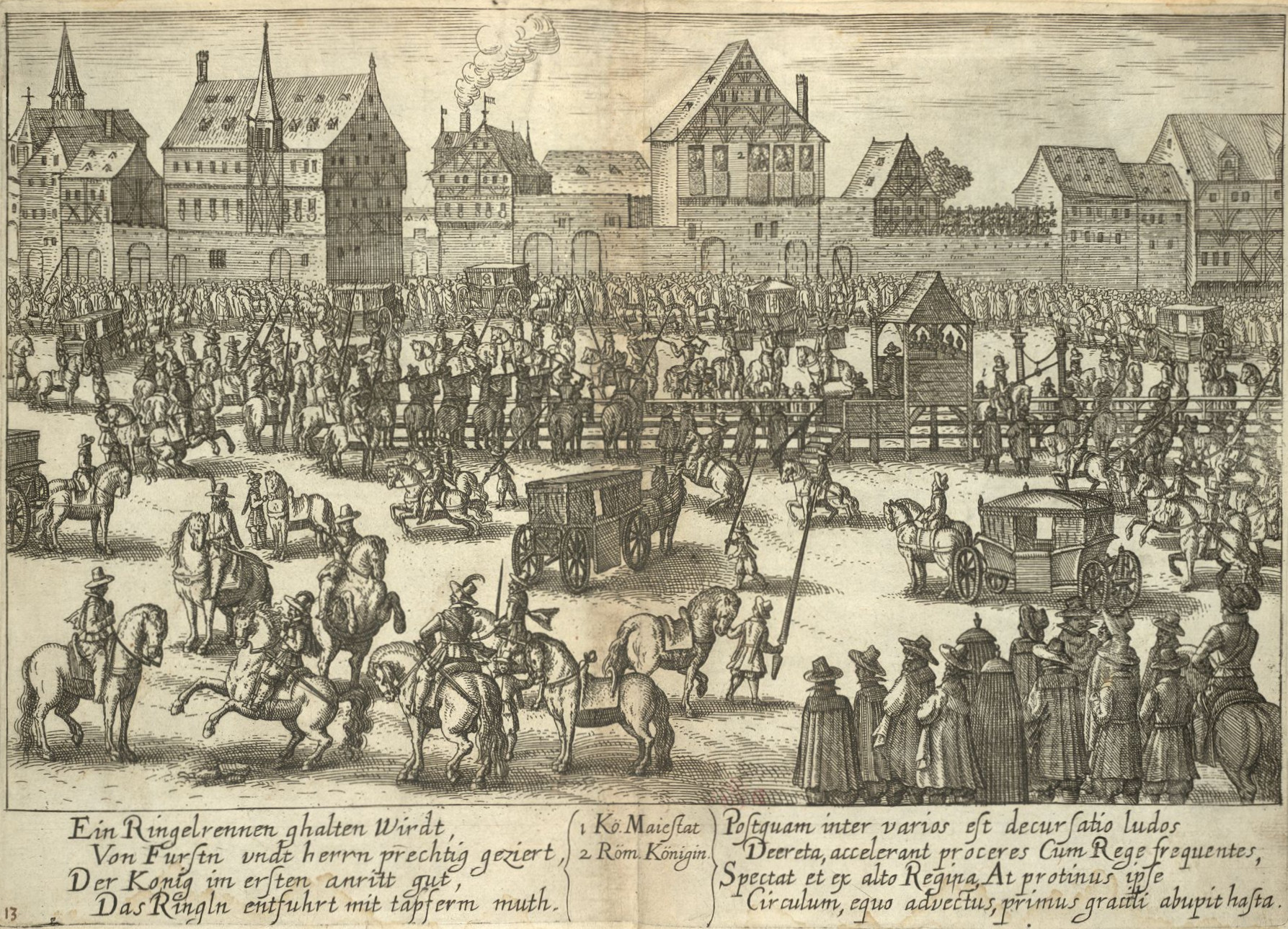
Das Ringelrennen

Nachdem der König nach seiner Krönung die Kirche verlassen hatte, walteten die Inhaber der Erzämter ihres Amtes. Dabei wurden die diesen Ämtern ursprünglich innewohnenden Bedeutungen vor einer großen Volksmenge symbolisch vollzogen. Der König stand derweilen im vollen Ornat auf dem Balkon des Gebäudes, in dem das Krönungsmahl stattfand und wurde vom Volk bejubelt.
Der Kurfürst von Sachsen, Erzmarschall des Reiches, ritt an einen auf dem Platz bereitliegenden Haferhaufen und entnahm ihm mit einem gehenkelten Gefäß Hafer für des Kaisers Pferde. Der brandenburgische Kurfürst in seiner Eigenschaft als Erzkämmerer ritt an einen Tisch und holte das dort aufgestellte silberne Handwaschbecken und Handtuch und brachte beides in den Saal, wo das Krönungsmahl stattfinden sollte. Der Kurfürst von der Pfalz als Erztruchsess holte zu Pferde von dem auf dem Platz gebratenen Ochsen ein Stück und überreichte dieses dem König in einer silbernen Schüssel. Ein silberner Becher mit Wein wurde dem König vom König von Böhmen, der Erzmundschenk war, von einem ebenfalls auf dem Platz befindlichen Tisch gebracht. Der Wein wurde später aber auch einem auf dem Platz installierten Brunnen entnommen, aus dem weißer und roter Wein sprudelte. Der Erzschatzmeister, der Kurfürst von Hannover, warf von seinem Pferd zwei Beutel mit silbernen und goldenen Münzen unter das zahlreich auf dem Platz anwesende Volk.
Wenn die Kurfürsten nicht zugegen waren, konnten diese Dienste auch durch die Inhaber der Reichserbämter vollzogen werden; so wurde es bei der Krönung Joseph II. gehandhabt. Seitdem die Krönungen in Frankfurt stattfanden, geschah dies auf dem Platz vor dem Rathaus, dem Römerberg. Das anschließende Krönungsmahl fand im Römer statt.
Der gebratene Ochse, der Hafer und der Springbrunnen, aus dem Wein sprudelte, wurden anschließend dem Volk überlassen. Trotz mehrfacher Ermahnungen und Verbote des Rates soll es beim Kampf darum zu heftigen Prügeleien und sogar zu Toten gekommen sein. So berichtete Johann Wolfgang Goethe der am 3. April 1764 Augenzeuge der Krönung Josephs II. zum römisch-deutschen König in Frankfurt war, in seinem autobiografischen Werk Dichtung und Wahrheit I, 5:
Um den gebratnen Ochsen aber wurde diesmal wie sonst ein ernsterer Kampf geführt. Man konnte sich denselben nur in Masse streitig machen. Zwei Innungen, die Metzger und Weinschröter, hatten sich hergebrachtermaßen wieder so postiert, daß einer von beiden dieser ungeheure Braten zuteil werden mußte.
Dieser Kampf um die Erbeutung des Ochsen konnte auf Grund der Ausrüstung, insbesondere der Metzger, lebensgefährlich sein und hatte zwischen der Zunft der Metzger und anderen Zünften schon mehrfach stattgefunden. Am Weinbrunnen soll es meist zu so starkem Gedränge gekommen sein, dass kaum jemand etwas abbekam, da der meiste Wein verschüttet wurde.
Neben den Lebensmitteln wurden aber auch die anderen Einrichtungen des Platzes in Mitleidenschaft gezogen. So wurde die hölzerne Hütte, unter der der Ochse gebraten wurde, und der Brunnen mit Wein auseinandergenommen und weggeschafft, wie Goethe berichtete und auch auf der Darstellung von der Krönung Matthias’ zu sehen ist. Deshalb gebot der Magistrat dem Volk, dass zumindest das auf dem Brunnen befindliche Kreuz nicht angetastet werde. Goethe berichtet weiter, dass der teure rote Stoff, mit dem die Brücke, über die der Kaiser und der neugewählte König kurz zuvor geritten waren, belegt war, eilig weggeschafft wurde, bevor der „Pöbel“ diesen zerriss und an sich nahm, wie es wohl die Male zuvor geschah.

#### Krönungsmahl

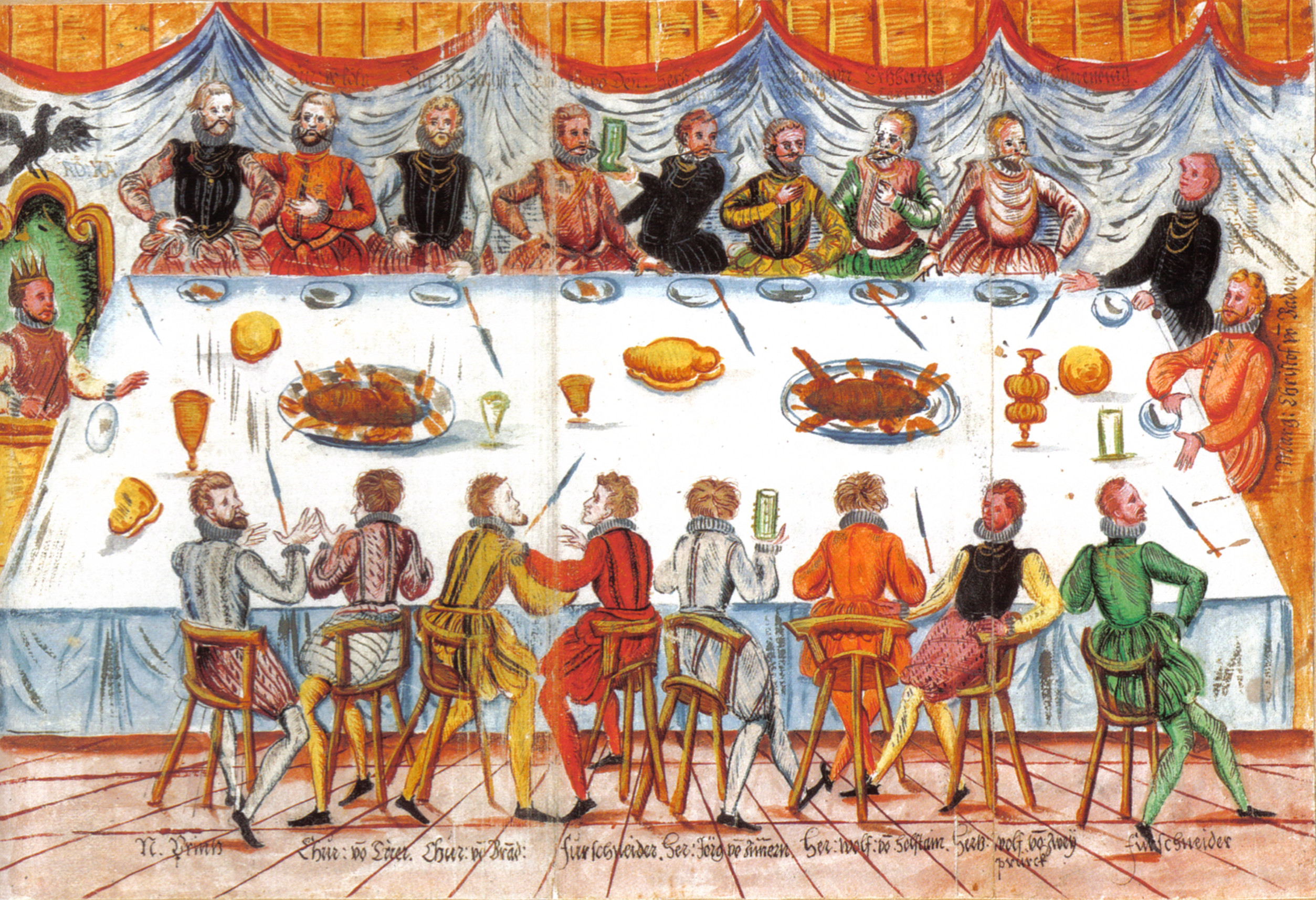
Krönungsmahl Ferdinands I. im Frankfurter Römer 1558
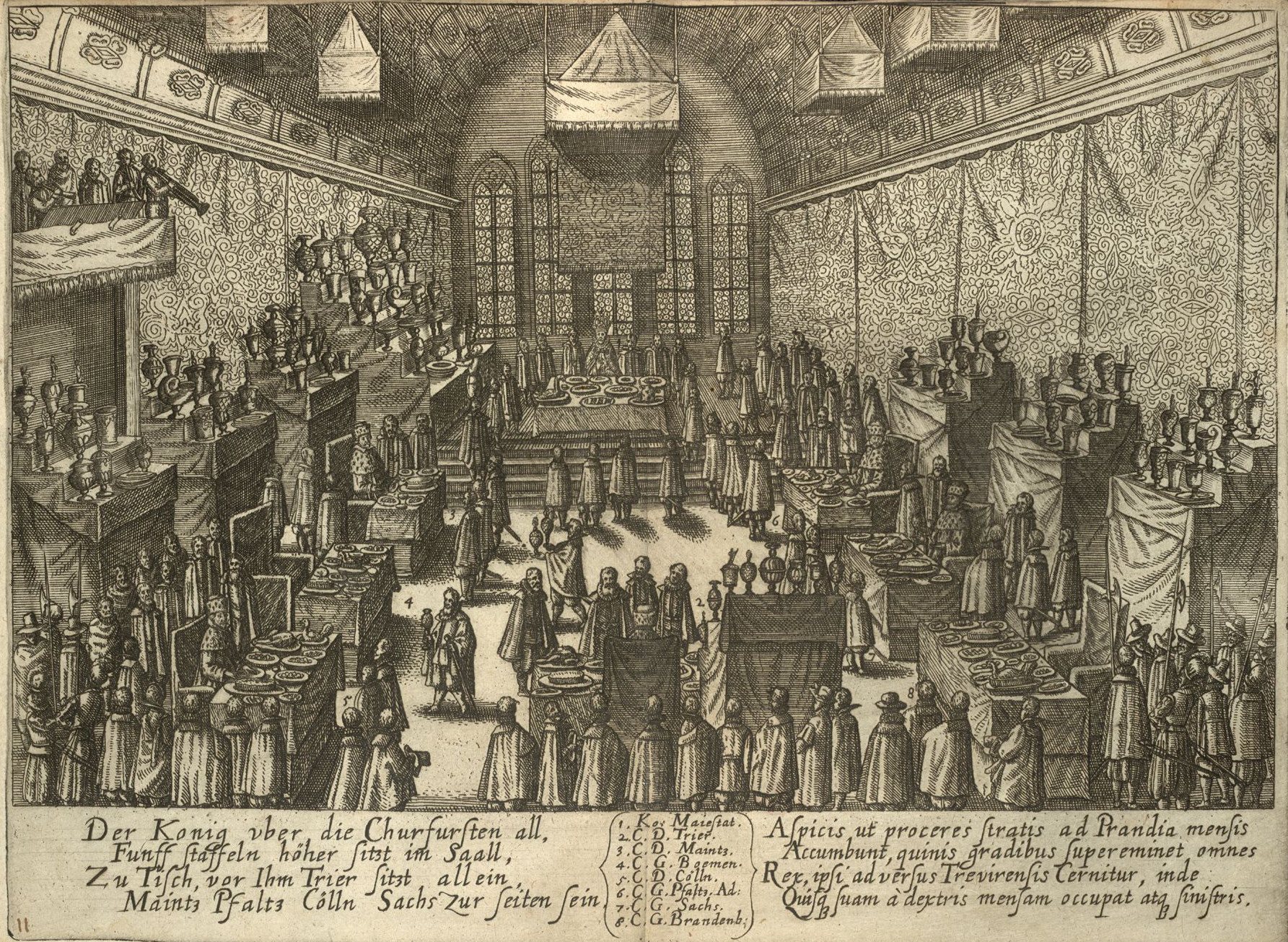
Krönungsmahl Matthias’
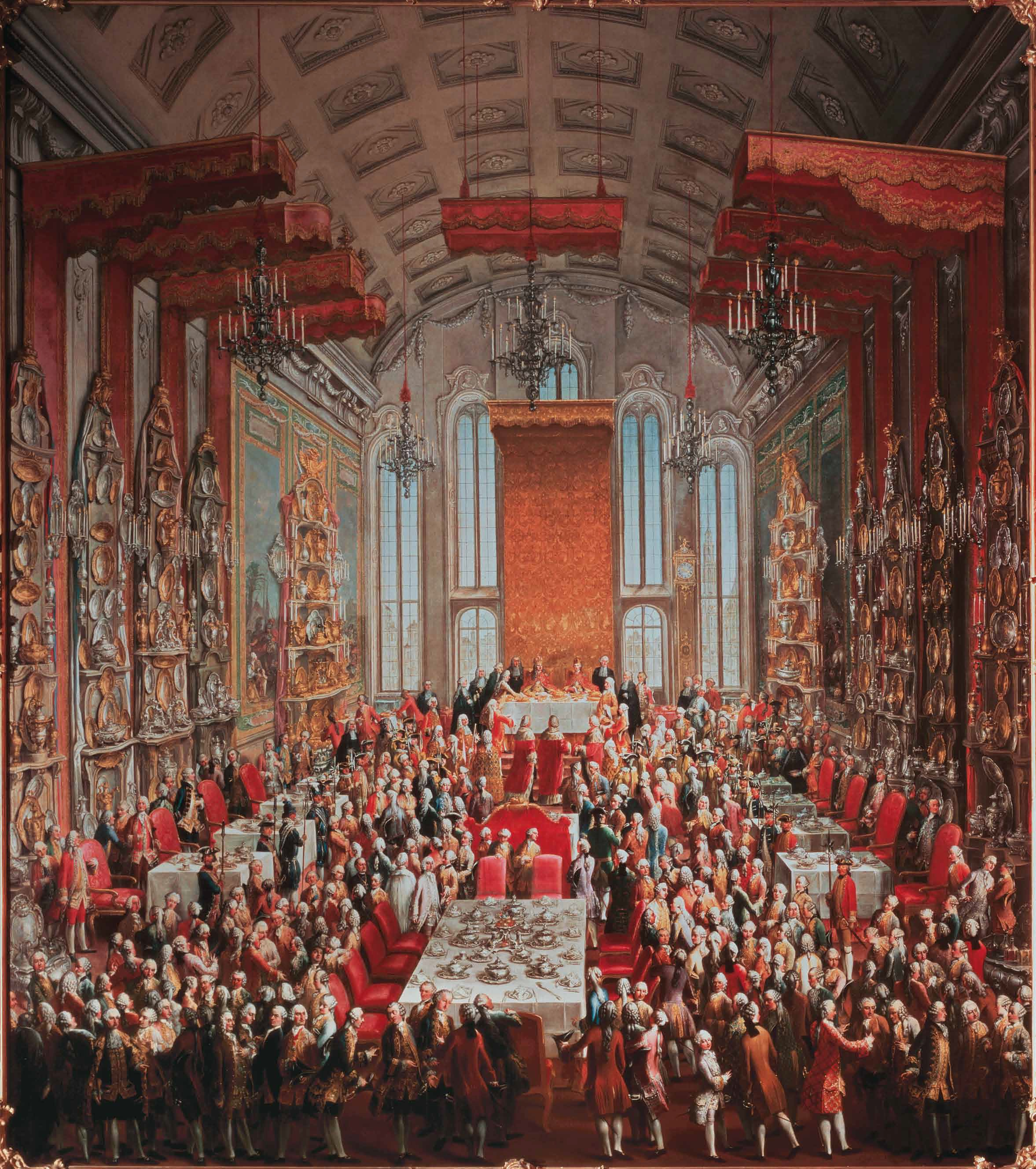
Krönungsmahl Josephs II., so ähnlich könnte der junge Goethe die Szene gesehen haben

Das anschließende Krönungsmahl, dem der König allein oder zusammen mit seiner Gattin beiwohnte, verlief, im Unterschied zur wilden Volksbelustigung draußen auf dem Römerberg, höchst steif und in zeremoniell gebundenen Bahnen. Der Ablauf des Krönungsmahles einschließlich der Erbämter war ebenfalls in der Goldenen Bulle geregelt, um Unklarheiten und Streitigkeiten auch in diesem Punkt zu beseitigen, wie es häufig zuvor vorkam, insbesondere wer am nächsten zum König sitzen durfte. So bestimmte sie, dass der König sechs Stufen und die Kurfürsten eine Stufe höher als die anderen Anwesenden zu sitzen haben. Dem König und allen Kurfürsten wurden die Speisen an je einem eigenen Tisch gereicht. War ein Kurfürst persönlich nicht anwesend, so blieb dieser frei und durfte nicht von dessen Gesandten besetzt werden.
Zuerst sprach der Kurfürst von Mainz das Tischgebet, der Reichserbmundschenk nahm dem König die Krone vom Haupt, währenddessen der Reichserbkämmerer Wasser und Handtuch reichte. Der Reichserbtruchsess trug in Begleitung des Reichserbmarschalls, des Reichsquartiermeisters, der Reichsherolde und der kaiserlichen und sächsischen Schweizergarde die erste Speise auf. Die restlichen Speisen wurden von 40 Reichsgrafen aufgetragen.
Der Kurfürst von Mainz als Erzkanzler für Deutschland legte dem König das Reichssiegel vor und hängte es sich anschließend um den Hals.
In den Nebenzimmern speisten die Inhaber der Erbämter und der kaiserlichen Oberhofämter sowie die Deputierten aus Nürnberg und Aachen, die die Reichskleinodien begleiteten, einige Vertreter des Frankfurter Rates und weitere Würdenträger.
In Frankfurt fanden die Krönungsmähler im Kaisersaal des Frankfurter Römers statt. In Aachen wurde das Mahl im Mittelalter in der Königshalle der Aachener Pfalz eingenommen und wahrscheinlich seit der Krönung Karls IV. im Jahre 1349 im Festsaal des neuen gotischen Rathauses der Stadt. Genaue Belege dafür gibt es aber erst seit der Krönung Friedrichs III. im Jahre 1442.

#### Huldigung

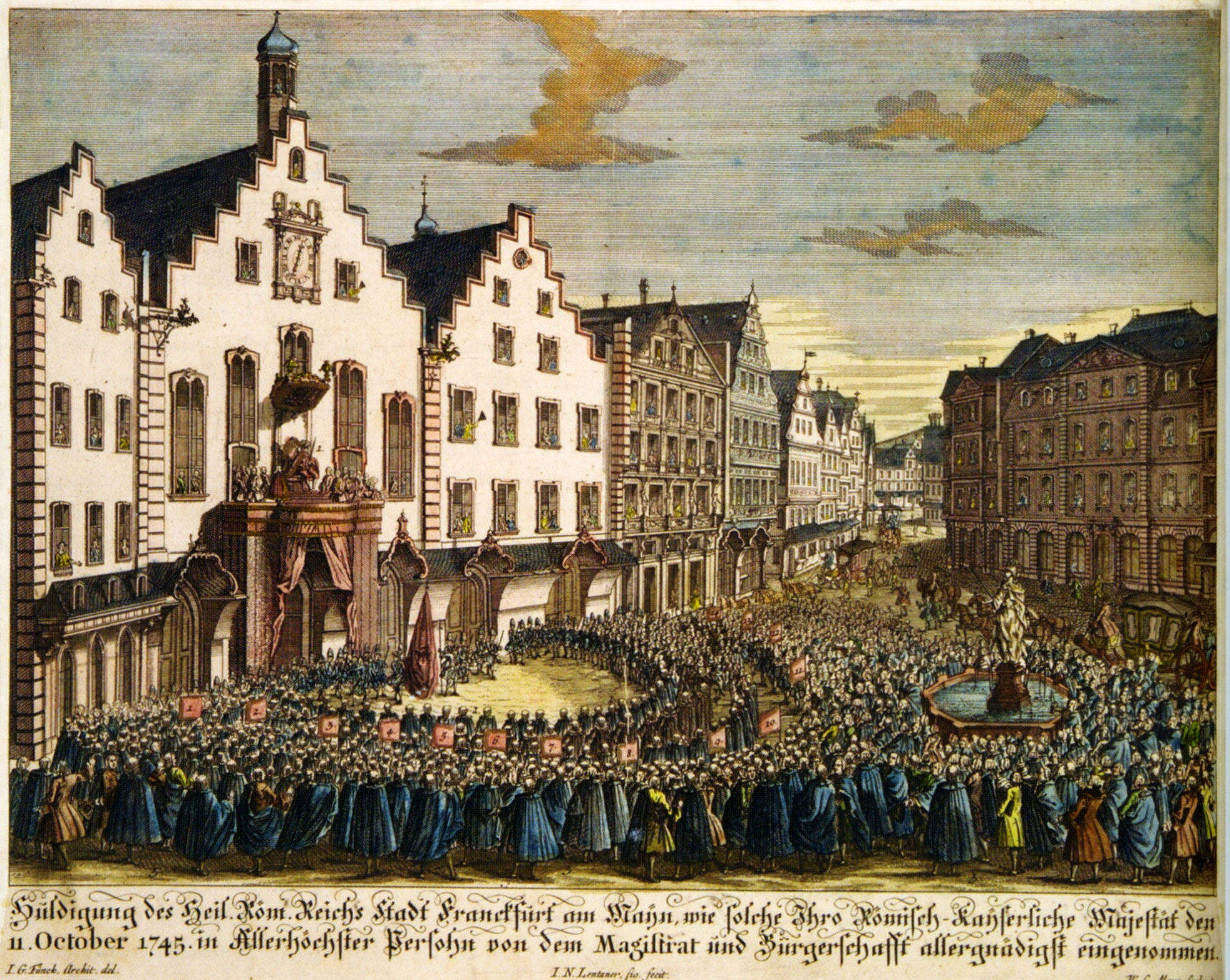
Huldigung der Frankfurter Bürger vor Franz I. 1745, kolorierter Kupferstich

Den offiziellen Abschluss fanden die Feierlichkeiten wenige Tage nach der Krönung durch die öffentliche Huldigung. Stellvertretend für alle Untertanen des Heiligen Römischen Reiches versammelten sich die Frankfurter Bürger – getrennt nach den 14 Stadtquartieren hinter ihrem jeweiligen Fahnenträger – auf dem Römerberg und schworen dem Herrscher Treue und Gehorsam. Der neue Kaiser wiederum, der zu dieser Zeremonie auf einer eigens dazu vor dem Rathaus errichteten Holztribüne Platz nahm, versprach seinen Untertanen Schutz und bestätigte die Privilegien der freien Reichsstadt Frankfurt.
Gegen den Widerstand des Frankfurter Rats setzte Kaiser Karl VI. bei seiner Krönung im Jahr 1712 eine gesonderte Huldigung der jüdischen Gemeinde Frankfurts durch. Fortan legten die erwachsenen, männlichen Bewohner der Frankfurter Judengasse vor jedem neu gekrönten Kaiser einen Treueid ab. Die Zeremonie fand im Hof des Zeughauses an der Konstablerwache statt.

## Kaiserinnenkrönung
Die Gemahlin oder, im Fall der Unmündigkeit eines Kaisers, dessen Mutter wurde häufig, aber nicht immer formal zur Kaiserin gekrönt. Erstmals nachgewiesen ist eine solche Krönung im Jahr 962 für Adelheid von Burgund, die Gattin Ottos I. Kaiserinnen wurden im Mittelalter meistens gemeinsam mit ihrem Gatten gekrönt, in der Frühen Neuzeit wenige Tage später. An den frühneuzeitlichen Kaiserkrönungen nahm die Gattin bzw. Mutter nur als Zuschauerin, mitunter auch gar nicht teil.
Als letzte mittelalterliche Kaiserin wurde 1452 in Rom Eleonore Helena von Portugal neben ihrem Ehemann Friedrich III. durch Papst Nikolaus V. gekrönt. Die erste Kaiserinnenkrönung der Frühen Neuzeit fand am 26. Juni 1612 in Frankfurt am Main statt. Die Gekrönte war Anna von Tirol. Ihr folgten die Krönungen der Kaiserinnen Eleonora Gonzaga-Mantua 1630, Maria Anna von Spanien 1637, Eleonora Gonzaga-Nevers 1653, Eleonore Magdalene von Pfalz-Neuburg 1690. Die Krönungen fanden in der zeitgenössischen Publizistik ein breites Echo und sind in der Regel gut dokumentiert.
Sehr gut ist auch die Überlieferungslage zur Krönung Maria Amalias von Österreich, der Gattin Karls VII., am 8. März 1742 in Frankfurt am Main. Die Zeremonie war eng an die der Kaiserkrönung angelehnt, umfasste aber nur den eigentlichen kirchlichen Krönungsakt und ein folgendes Krönungsmahl. Zudem fehlten auch in diesen Abschnitten mehrere Elemente. Neben den Funktionsträgern der Kaiserkrönung waren die Fürstäbte von Fulda als Erzkanzler der Kaiserin und von Kempten als ihr Erzmarschall beteiligt. Der Fuldaer Abt trug in dieser Funktion die Reichskrone vor der Zeremonie von der Kirche zu den kaiserlichen Gemächern und reichte sie während der Krönung den geistlichen Kurfürsten an. Der Kemptener Abt reichte das Zepter und den Reichsapfel an.
Die Prozession zur Kirche mit Kaiser und Kaisergemahlin entsprach dem vorherigen Akt für den Kaiser. In der Kirche wurde der Empfang aber nur von den geistlichen Kurfürsten vorgenommen, ohne Beteiligung der Reichserbtürhüter. Daraufhin wurde die Kaisergemahlin für den Hochaltar geführt und nahm anschließend vorläufig Platz. Während des folgenden Hochamts ergriff der Kaiser an einer festgelegten Stelle das Wort und erbat beim Erzbischof von Mainz die Krönung für seine Gattin. Diese wurde darauf erneut zum Altar geführt, betete eine Litanei und vollführte die Prostratio. Die anschließende Salbung durch den Erzbischof erfolgte am rechten Unterarm der Kaisergemahlin und zwischen ihren Schulterblättern. In der Sakristei wurde die Gesalbte daraufhin umgekleidet, wobei kein formal festgelegtes Krönungsgewand existierte. Zurück in der Kirche erhielt sie, anders als der Kaiser, zunächst die Krone, dann Zepter und Reichsapfel. Die Überreichung erfolgte ebenfalls durch die drei geistlichen Kurfürsten. Der Kaiser trug während der Krönung seiner Gemahlin eine Krone aus seinem Hausschatz. Anschließend wurde die Kaiserin auf den Platz neben dem Kaiser geleitet. Von dort aus wohnte sie der Messe weiter bei. Zu einem späteren Zeitpunkt wurde sie erneut zum Altar geführt, um die Patene zu küssen und eine Goldmünze zu opfern. Nach dem Ende der Messe folgte eine Prozession zum Krönungsmahl für die Kaiserin.

### Kaiserinnen
- Eleonora Magdalena Gonzaga von Mantua-Nevers

## Resümee
Das Krönungszeremoniell der römisch-deutschen Herrscher entwickelte sich im Laufe der Jahrhunderte von der profanen Erhebung des neuen Königs auf den Schild zu einem mehrere Wochen, ja Monate dauernden Prozess, dessen nach außen hin sichtbaren Höhepunkt die Krönung des Königs und erwählten Kaisers bildete, die selbst aber ihre rechtliche Stellung gegenüber der Wahl eingebüßt hatte.
In den Feierlichkeiten und Zeremonien vermischten sich im Laufe der Zeit volkstümliche, sakrale und politische Elemente, die den Charakter des Reiches als Wahlmonarchie widerspiegelten und durch die aufwendige und prunkvolle Inszenierung der Feierlichkeiten die Macht des jeweiligen Kaisers dem Volk und der Welt zeigen sollten.